# Indonesia
Indonesia, oficialmente la República de Indonesia (en indonesio: Republik Indonesiaⓘ), es un país en el sudeste de Asia y Oceanía entre los océanos Índico y Pacífico.  Se compone de más de 17 000 islas, incluidas Sumatra, Java, Célebes y partes de Borneo y Nueva Guinea. Indonesia es el mayor Estado archipelágico del mundo y el decimocuarto país más extenso, con una superficie de 1 904 569 kilómetros cuadrados (735 354,8 mi²). Con más de 280 millones de habitantes, Indonesia es el cuarto país más poblado del mundo y el país con mayor población de mayoría musulmana. Java, la isla más poblada del mundo, alberga a más de la mitad de la población del país.
Indonesia es una república con un poder legislativo y un presidente elegido por sufragio. Su capital y ciudad más habitada es Yakarta, que próximamente será relevada por la nueva ciudad de Nusantara para tales fines. Siendo mayoritariamente un archipiélago, el país comparte fronteras terrestres con Papúa Nueva Guinea, Timor Oriental y Malasia. Otros países cercanos a Indonesia incluyen a Singapur, Tailandia, Filipinas, Palaos, Australia y el territorio indio de las islas de Andamán y Nicobar. A pesar de su gran población y regiones densamente pobladas, Indonesia posee vastas áreas de naturaleza salvaje que albergan uno de los niveles más altos de biodiversidad del mundo.
El archipiélago indonesio ha sido una región valiosa para el comercio desde al menos el siglo VII, cuando los reinos de Srivijaya en Sumatra y, posteriormente, Majapahit en Java, establecieron relaciones comerciales con entidades de la China continental y el subcontinente indio. A lo largo de los siglos, los gobernantes locales asimilaron influencias extranjeras, lo que condujo al florecimiento de reinos hindúes y budistas. Comerciantes sunitas y eruditos del sufismo introdujeron el Islam, y las potencias europeas lucharon entre sí para monopolizar el comercio en las islas de las especias de Maluku durante la Era de los descubrimientos. Tras tres siglos y medio de colonialismo neerlandés, Indonesia logró su independencia tras la Segunda Guerra Mundial, y desde entonces ha enfrentado desafíos como el separatismo, la corrupción y los desastres naturales, junto con la democratización y un rápido crecimiento económico.
La sociedad indonesia está compuesta por cientos de grupos étnicos y lingüísticos, siendo los javaneses el grupo más numeroso. La identidad nacional está unificada bajo el lema ‘’Bhinneka Tunggal Ika’’, definida por un idioma nacional, pluralismo cultural y religioso, una historia de colonialismo y la resistencia frente a este. Como un país recientemente industrializado, la economía indonesia ocupa el decimosexto lugar mundial por PIB nominal y el séptimo por paridad de poder adquisitivo (PPA). Como la tercera democracia más grande del mundo y una potencia intermedia en los asuntos globales, el país es miembro de varias organizaciones multilaterales, incluyendo las Naciones Unidas, la Organización Mundial del Comercio, el G20, MIKTA, BRICS y es miembro fundador del Movimiento de Países No Alineados, la Asociación de Naciones del Sudeste Asiático (ASEAN), la Cumbre de Asia Oriental, el Foro de Cooperación Económica Asia-Pacífico (APEC) y la Organización para la Cooperación Islámica.

## Etimología

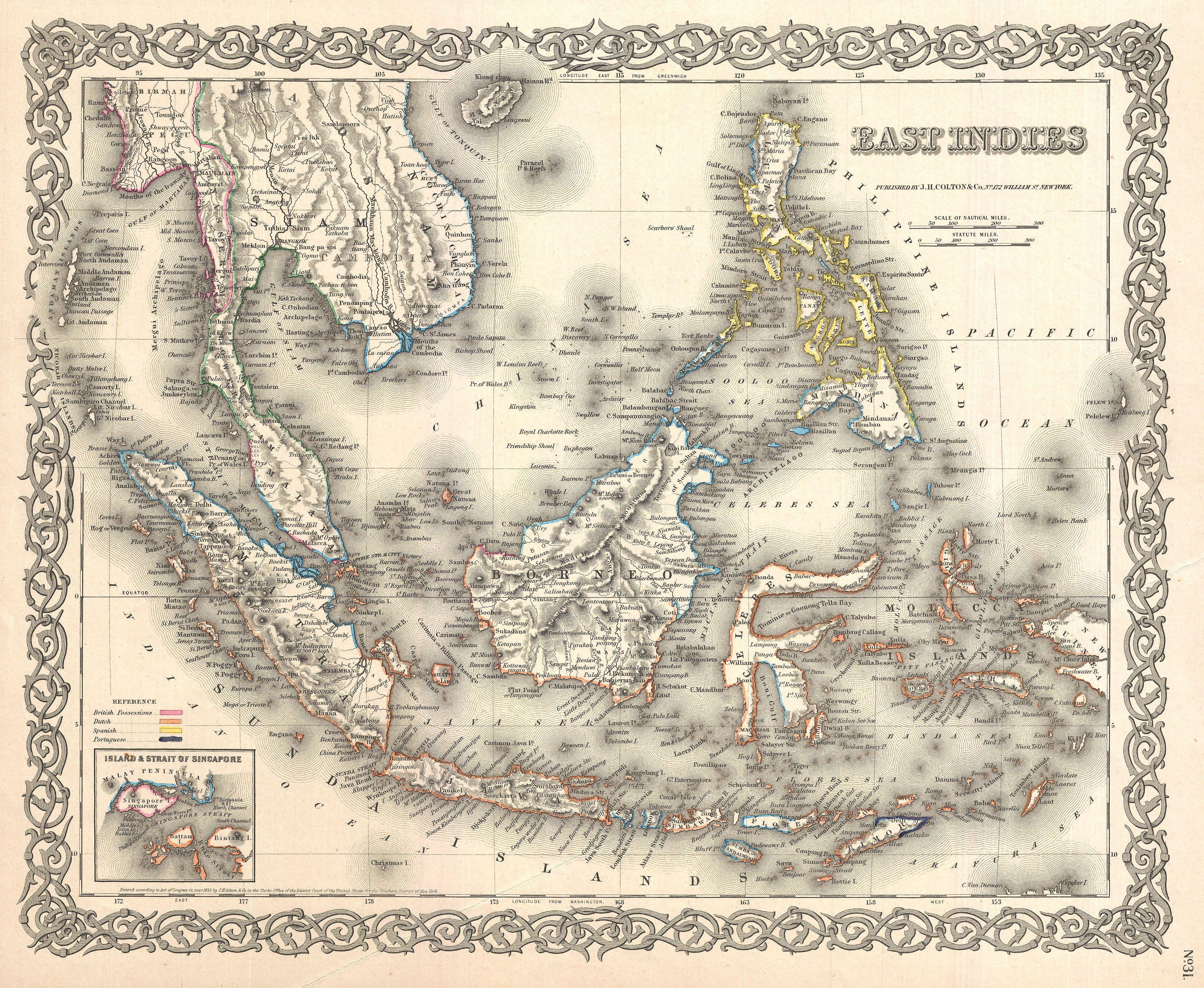
El archipiélago indonesio ha pasado por diferentes nombres a lo largo de la historia, como el de “Indias Orientales” que aparece en este mapa de 1855

El nombre «Indonesia» se deriva del latín Indus, que significa «India» y del griego nesos, que significa «isla». El nombre data del siglo XVIII, precediendo a la formación de la Indonesia independiente. En 1850, George Earl, un etnólogo inglés, propuso los términos Indunesians, o también Malayunesians, para referirse a los habitantes del «archipiélago indio» o del «archipiélago malayo». En la misma publicación, un estudiante de Earls, James Richardson Logan, utiliza la palabra «Indonesia» como sinónimo para «archipiélago indio». Sin embargo, los académicos neerlandeses que escribían publicaciones en las Indias Orientales se negaban a utilizar el vocablo «Indonesia». En su lugar, utilizaron términos como Maleische Archipel («Archipiélago Malayo»); Nederlandsch Oost Indië (Indias Orientales Neerlandesas); de Oost (el este); e incluso Insulinde.
Desde 1900, el nombre Indonesia se volvió más común en los círculos académicos fuera de los Países Bajos y grupos nacionalistas indonesios lo adoptaron para su expresión política. Adolf Bastian, de la Universidad de Berlín, popularizó el nombre a través de su libro Indonesien oder die Islas des Malayischen Archipels, 1884–1894. El primer erudito indonesio en utilizar el nombre fue Suwardi Suryaningrat, cuando en 1913, estableció una imprenta en los Países Bajos con el nombre Indonesisch Pers-mesa.

## Historia

### Prehistoria y Antigüedad

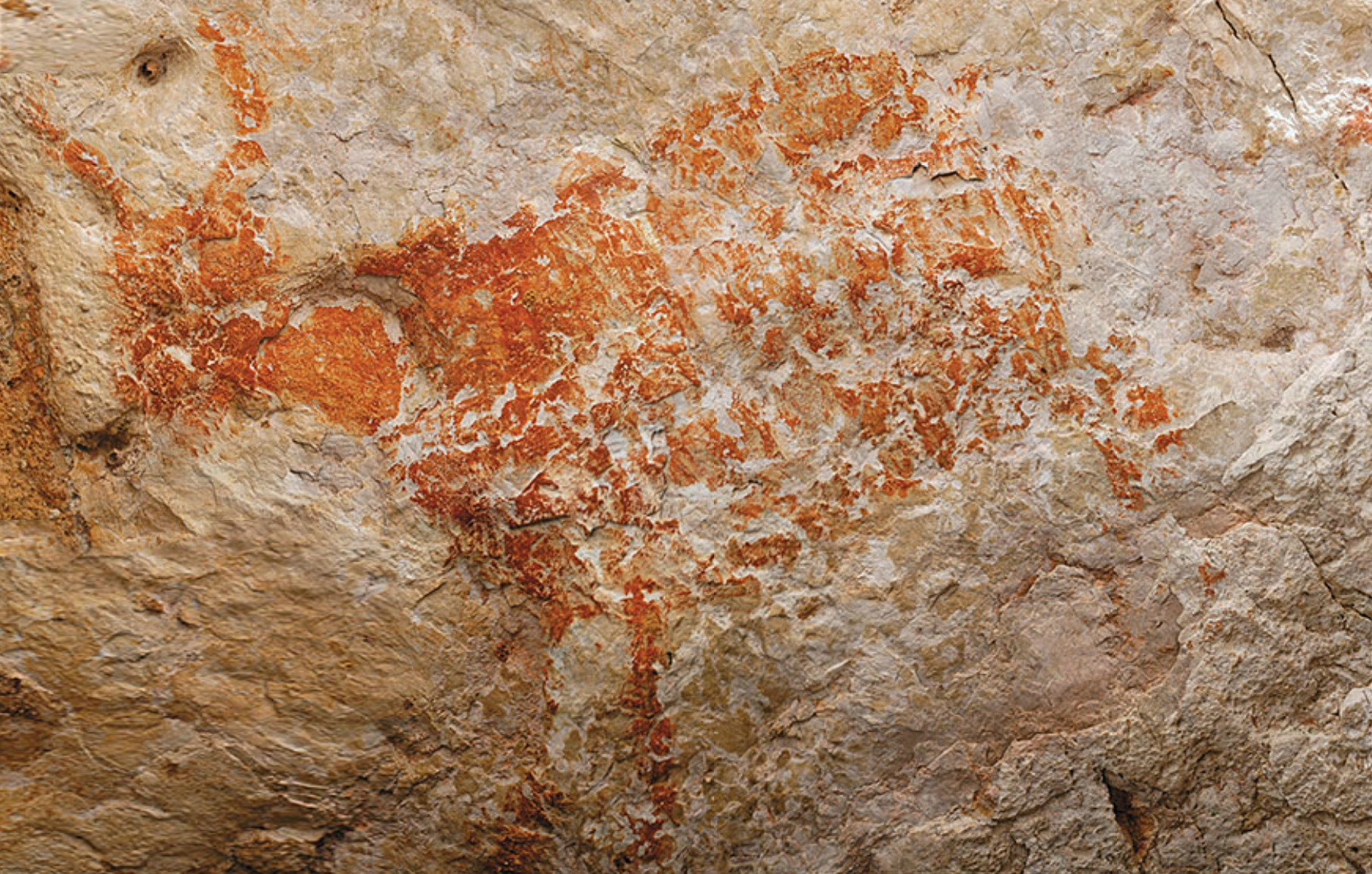
Una de las pinturas figurativas más antiguas conocidas, una representación de un toro, fue descubierta en la cueva de ‘’Lubang Jeriji Saléh’’, y ha sido datada entre 40.000 y 44.000 años de antigüedad.

El archipiélago indonesio ha estado habitado desde la época del Homo erectus o “Hombre de Java”, cuyos fósiles datan de entre 2 millones y 500.000 a. C. Los fósiles de Homo floresiensis (El hombre hobbit), hallados en la isla de Flores, se remontan aproximadamente entre 700 000 y 60 000 a. C., mientras que el Homo sapiens llegó hacia el 43 000 a. C. Sulawesi y Borneo albergan las pinturas rupestres más antiguas conocidas del mundo, que datan de entre 40.000 y 60.000 años,  y yacimientos megalíticos como Gunung Padang en el oeste de Java, Lore Lindu en Sulawesi, así como Nias y Sumba en Sumatra, reflejan los primeros asentamientos humanos y prácticas ceremoniales. 
Los austronesios, quienes constituyen la mayoría de la población contemporánea, emigraron al sudeste asiático desde el actual Taiwán. Alrededor del año 2000 a. C., llegaron a Indonesia y mientras expandían sus territorios, confinaron a los melanesios nativos a habitar las islas más orientales del archipiélago. A principios del siglo VIII a. C., las condiciones agrícolas ideales y el perfeccionamiento de las técnicas para el cultivo de arroz permitieron el surgimiento de pequeñas aldeas, pueblos y reinos. La posición estratégica de Indonesia fomentó el comercio interinsular e internacional. Por ejemplo, los vínculos comerciales con reinos indios y China se establecieron varios siglos a. C., con lo que se demuestra que el comercio ha sido parte fundamental en la historia de Indonesia.

### Influencias indias y musulmanas

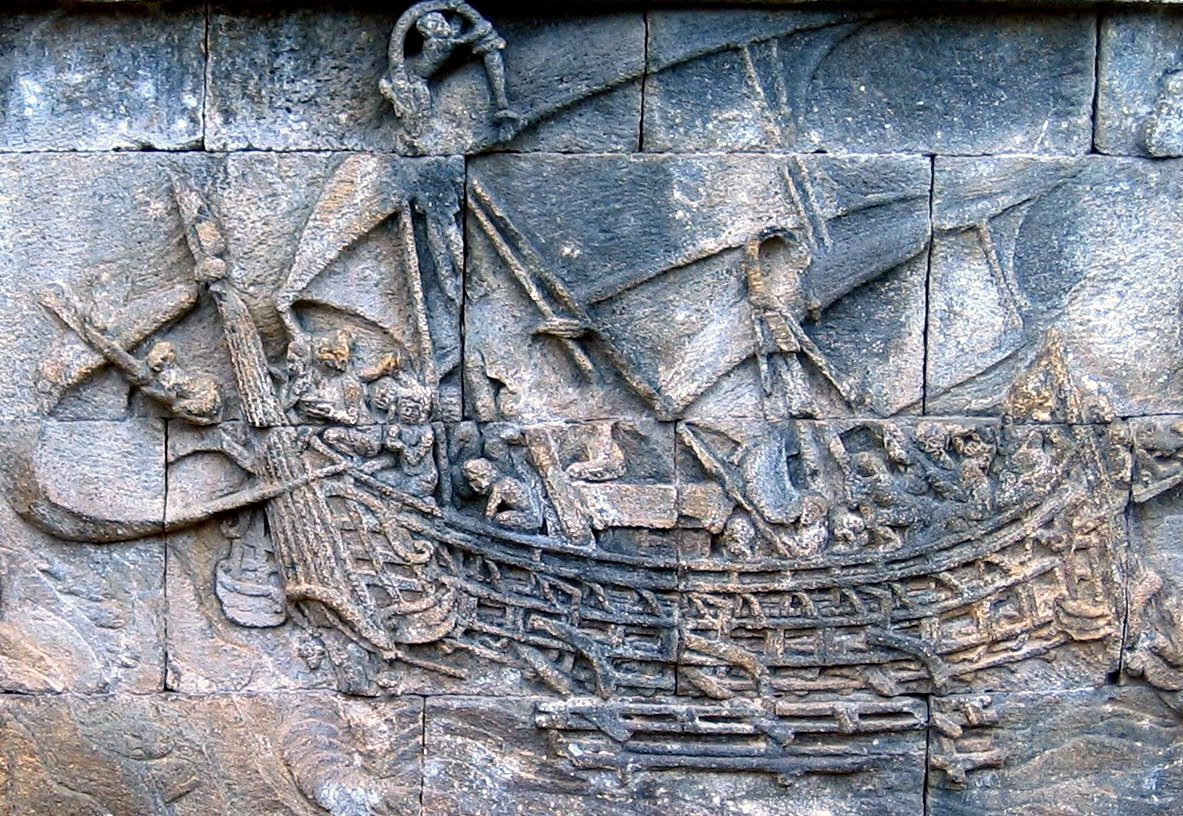
Ya en el embarcaciones indonesias realizaban viajes comerciales hasta África. Imagen: un barco tallado en Borobudur, ca. 800 d. C.

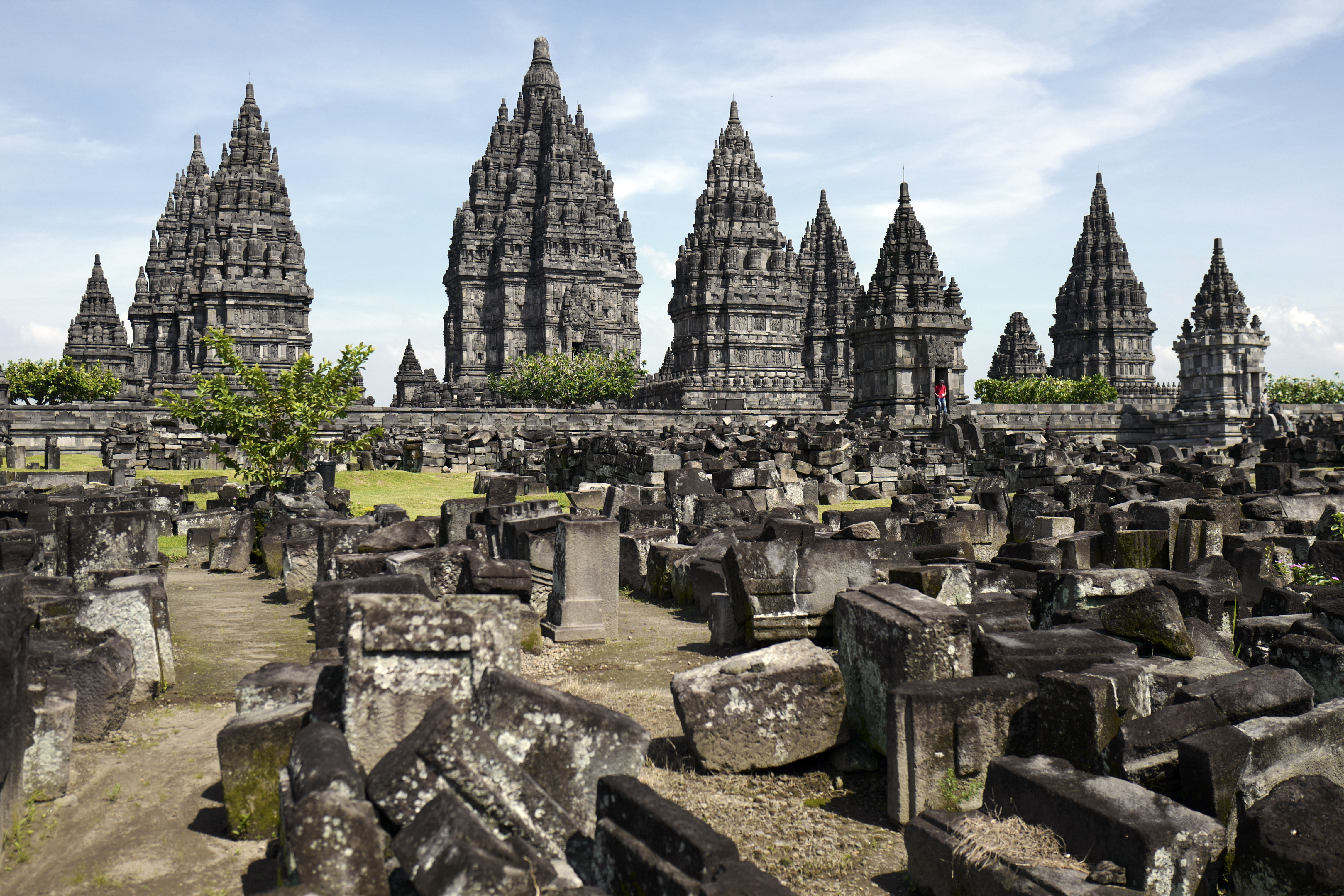
Prambanan en Java fue construido durante la dinastía Sanjaya del Reino de Mataram.

Desde el siglo VII d. C., floreció el poderoso reino naval de Srivijaya, como resultado del comercio y las influencias del hinduismo y del budismo que se importaron con él. Entre los siglos VIII y X, prosperaron y desaparecieron las dinastías Saliendra y Mataram, dejando grandes monumentos religiosos en la isla de Java, tales como Borobudur (Sailendra) y Prambanan (Mataram). Durante el siglo XIII, se fundó el reino hindú de Majapahit en el oriente de la isla de Java, y bajo el mando de Gajah Mada, su influencia se expandió sobre gran parte de Indonesia, dando lugar a un periodo que a menudo se conoce como la «edad de oro» de la historia de Indonesia.
Aunque los comerciantes musulmanes viajaron a través del sudeste asiático desde principios de la era islámica, los primeros vestigios de poblaciones musulmanas en Indonesia se remontan al siglo XIII en el norte de Sumatra. Gradualmente, otras áreas indonesias adoptaron el islam, y desde finales del siglo XVI es la religión dominante en Java y Sumatra. En su mayor parte, las prácticas islámicas se encuentran superpuestas y combinadas con otras influencias culturales y religiosas que existían previamente a su llegada, que dieron forma a la corriente predominante del Islam en Indonesia, especialmente en la isla de Java.

### Colonización europea

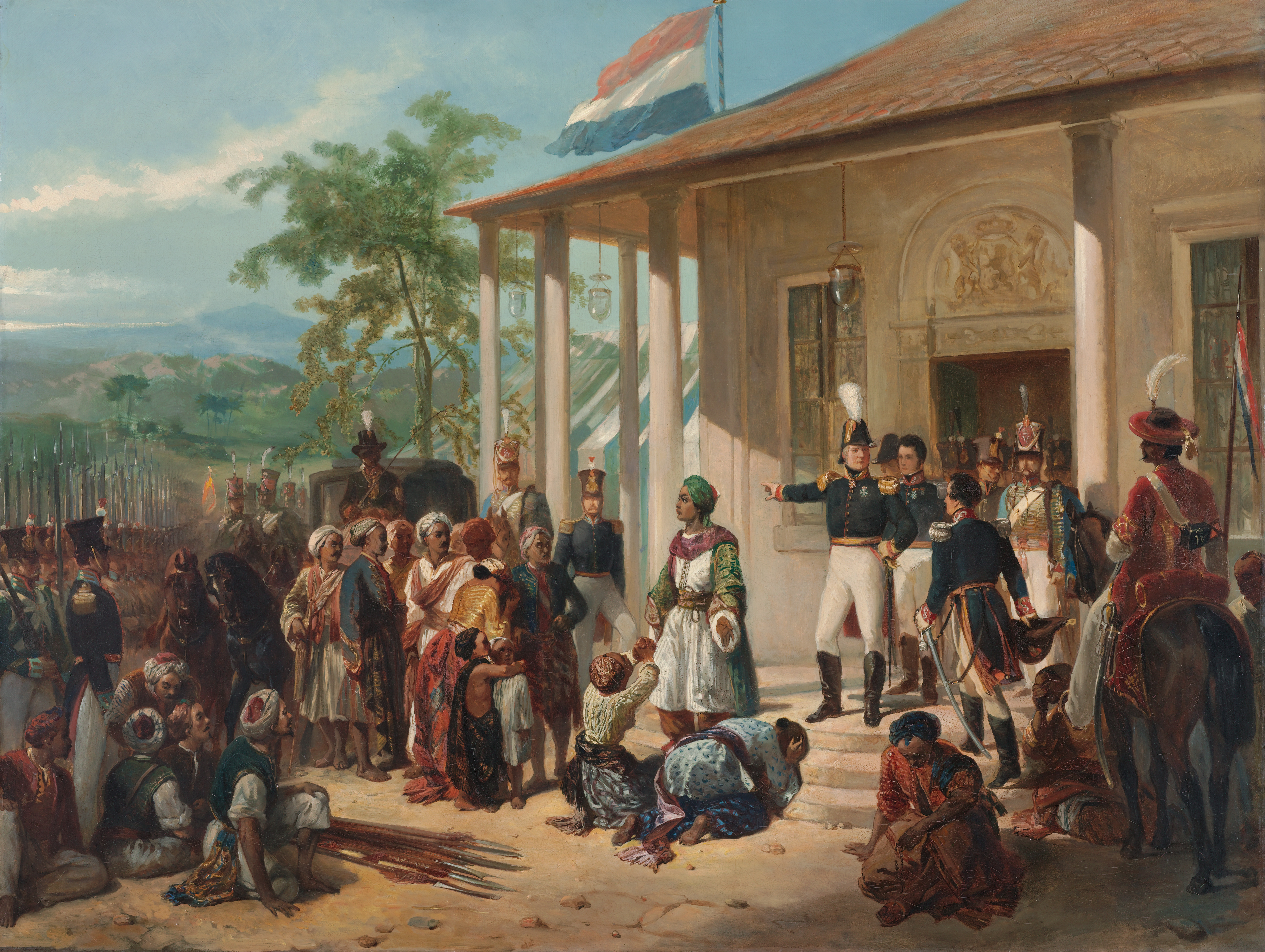
La rendición del príncipe Diponegoro ante el general De Kock, por Nicolaas Pieneman, 1830.

Los primeros europeos llegaron a Indonesia en 1512, cuando comerciantes portugueses, liderados por Francisco Serrão, intentaron monopolizar las fuentes de nuez moscada, clavo y pimienta en las Molucas. Comerciantes neerlandeses y británicos les siguieron. Posteriormente, en 1602 los neerlandeses establecieron la Compañía Neerlandesa de las Indias Orientales (VOC) y se convirtieron en la potencia europea dominante en la zona por casi dos siglos. Tras la quiebra, la VOC formalmente se disolvió en 1800, y el gobierno de los Países Bajos estableció las Indias Orientales Neerlandesas como una nueva colonia nacionalizada.
Durante la mayor parte del período colonial, el control neerlandés sobre el archipiélago fue tenue fuera de algunas islas y zonas costeras; no fue hasta principios del siglo XX cuando el dominio neerlandés se amplió a lo que posteriormente serían los límites actuales de Indonesia. Las tropas neerlandesas constantemente se dedicaban a sofocar rebeliones dentro y fuera de la isla de Java. La influencia de líderes locales, tales como el príncipe Diponegoro en Java central, Imam Bonjol en Sumatra central o Pattimura en las Molucas, además de la sangrienta guerra de Aceh que duró treinta años, debilitaron a los neerlandeses y redujeron las fuerzas militares coloniales. A pesar de las profundas divisiones políticas y sociales, durante la guerra de independencia los indonesios se unieron en su lucha por la libertad.
Debido a los elevados costes monetarios de varias conquistas neerlandesas en el siglo XIX, en 1830 se implantó el Sistema de Cultivo («Cultuurstelsel»). En virtud de este sistema, se estipuló que los agricultores indonesios debían destinar el 20% de sus tierras de cultivo a la producción de cultivos comerciales para la exportación, como el índigo, el café y el azúcar. A través de este sistema se obtuvieron considerables beneficios; el beneficio neto para el tesoro holandés se estima en torno al 4% del PIB holandés de la época y alrededor del 50% de los ingresos totales del Estado.
El sistema resultó desastroso para la población local; en su apogeo, más de un millón de agricultores trabajaban bajo el Cultuurstelsel y el extremo incentivo de los beneficios dio lugar a abusos generalizados. A menudo se obligaba a los agricultores a destinar más del 20% de sus tierras de cultivo, o las más fértiles, a cultivos comerciales. El sistema provocó un aumento de la hambruna y las enfermedades entre la población local. Se estima que las tasas de mortalidad aumentaron hasta un 30% durante este periodo.

### Independencia
Finalmente, la invasión y ocupación japonesa durante la Segunda Guerra Mundial terminaron con el dominio neerlandés, y alentó el movimiento de independencia indonesio previamente suprimido por los japoneses. Dos días después de la rendición de Japón en agosto de 1945, Sukarno, un influyente líder nacionalista, y Muhammad Hatta declararon la independencia de Indonesia, y fueron nombrados presidente y vicepresidente, respectivamente.
Los Países Bajos trataron de restablecer el control sobre el país, dando inicio a la Revolución indonesia, una lucha armada y diplomática que terminó en diciembre de 1949, cuando ante la presión internacional, los neerlandeses reconocieron formalmente la independencia de Indonesia (con excepción del territorio neerlandés de Nueva Guinea Occidental, que se incorporó tras el Acuerdo de Nueva York de 1962 y el Acta de libre elección de la ONU).A pesar de extraordinarias divisiones políticas, sociales y sectarias, los indonesios como un todo encontraron unidad en sus lucha por la independencia.

### Tras la II Guerra Mundial
Como presidente, Sukarno movió a Indonesia de la democracia hacia el autoritarismo y mantuvo su poder a base del constante enfrentamiento entre las fuerzas armadas, el islam político y el cada vez más poderoso Partido Comunista de Indonesia (PKI). El 30 de septiembre de 1965, un intento de golpe de Estado fue contrarrestado por el ejército, quien dirigió entonces una violenta campaña anticomunista, durante la cual se atribuyó al PKI el intento de golpe de Estado y el partido fue disuelto. Entre 500 000 y un millón de personas fueron asesinadas durante estos enfrentamientos, y alrededor de otro millón de personas fueron encarceladas en campos de concentración. El jefe del ejército, el general Suharto, tomó ventaja de la posición del ya debilitado Sukarno y tras un conflicto civil con éste fue nombrado formalmente presidente en marzo de 1968. La administración del llamado «Nuevo orden» de Suharto fue apoyada por el gobierno de Estados Unidos, y alentó a la inversión extranjera directa en el país, un factor importante para el crecimiento económico en las tres décadas posteriores. Sin embargo, el «Nuevo orden» autoritario fue ampliamente acusado de corrupción y represión violenta de la oposición política.
Entre 1997 y 1998, Indonesia fue el país más duramente afectado por la crisis financiera asiática. Esto aumentó el descontento popular con el «nuevo orden» y las protestas populares incrementaron hasta que Suharto dimitió el 21 de mayo de 1998. En 1999, Timor Oriental votó a favor de separarse de Indonesia, después de una ocupación militar de veinticinco años, que estuvo marcada por la condena internacional y de una brutal represión de los timorenses. Tras la renuncia de Suharto asume el poder el vicepresidente B. Jusuf Habibie hasta la realización de las primeras elecciones presidenciales el 7 de junio de 1999 en las que Abdurrahman Wahid es elegido presidente. El 23 de julio del 2001 es obligado a dimitir, y Megawati Soekarnoputri, hija del primer presidente Sukarno y vicepresidente de Wahid, se convierte en la nueva presidenta. En las siguientes elecciones realizadas el 5 de abril de 2004 resultó elegido Susilo Bambang Yudhoyono, que sería presidente hasta octubre de 2014 en que es elegido Joko Widodo. La inestabilidad política y económica, la agitación social, la corrupción y el terrorismo han frenado el progreso. Aunque las relaciones entre diferentes grupos religiosos y étnicos son en gran medida armoniosas, el descontento de varias minorías y la violencia siguen siendo problemas en algunas regiones.

## Gobierno y política

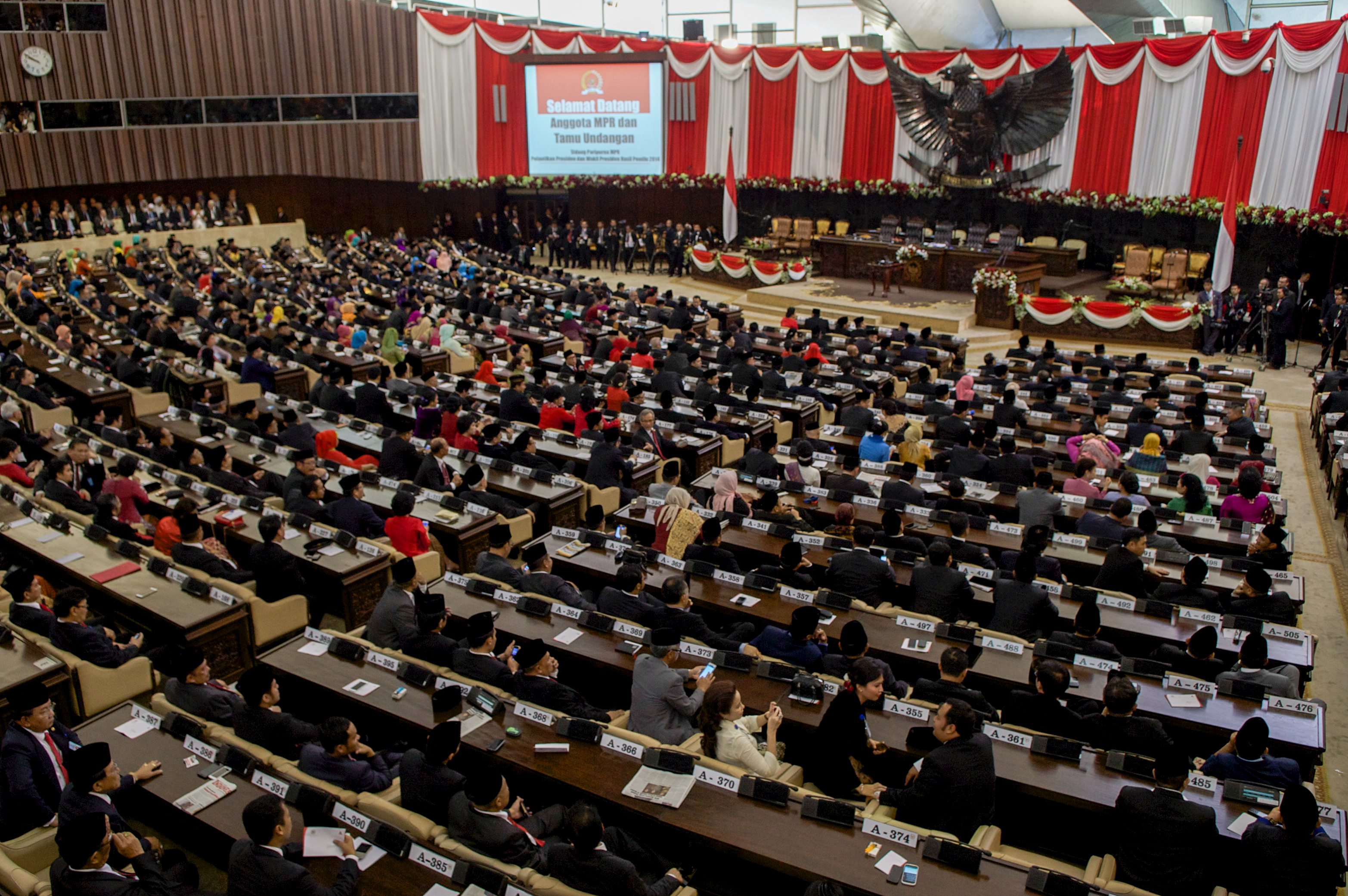
Una sesión del Consejo Representativo del Pueblo en Yakarta.

Indonesia es una república con un sistema presidencial. Como es un estado unitario, el poder se concentra en el gobierno central. Tras la renuncia del presidente Suharto en 1998, las estructuras políticas y gubernamentales han sufrido importantes reformas. Se realizaron cuatro enmiendas a la Constitución de Indonesia de 1945 que han renovado el poder ejecutivo, legislativo y judicial. El presidente de Indonesia es el jefe de Estado, el comandante en Jefe de las Fuerzas Armadas Indonesias y el director de la administración interna, la creación de políticas y de las relaciones exteriores. Además, el presidente es el que nombra al Consejo de Ministros, quienes no están obligados a ser miembros electos de la legislatura. Las elecciones presidenciales de 2004 fueron las primeras en que el pueblo eligió directamente al presidente y vicepresidente. El presidente puede servir un máximo de dos periodos de cinco años consecutivos.
El máximo órgano representativo es la Asamblea Consultiva del Pueblo (MPR), quien a su vez desempeña el cargo del poder legislativo. Sus principales funciones son revisar y aprobar enmiendas para la constitución, tomar protesta del presidente y además tiene el poder para enjuiciar al presidente. La MPR se compone de dos cámaras: el Consejo Representativo del Pueblo (DPR), con 550 miembros; y el Consejo Representativo Regional (DPD), con 128 miembros. El DPR aprueba las leyes y supervisa al poder ejecutivo; sus miembros son electos por periodos de cinco años mediante representación proporcional. Las reformas establecidas desde 1998 han aumentado notablemente el papel del DPR en el gobierno nacional. El DPD es una cámara relativamente nueva donde se atienden los asuntos de administración regional. El DPD comprende cuatro miembros electos por cada provincia, los cuales no pertenecen a ningún partido político.
Mientras la mayoría de los litigios civiles son resueltos por una Corte Estatal, la Suprema Corte de Justicia, es el órgano de mayor alcance dentro del poder judicial, además de que se encarga de los juicios de última instancia y lleva a cabo revisiones de casos cerrados. Otros tribunales incluyen la Corte Comercial, que controla situaciones financieras como la quiebra y la pobreza; el Tribunal Administrativo del Estado, para escuchar los casos de derecho administrativo contra el gobierno; un Tribunal Constitucional, para resolver las controversias relativas a la legalidad de la ley, las elecciones generales, la disolución de los partidos políticos y el alcance de la autoridad de las instituciones estatales; y un Tribunal Religioso para hacer frente a casos específicos en materia de religión.

### Relaciones exteriores y fuerzas armadas

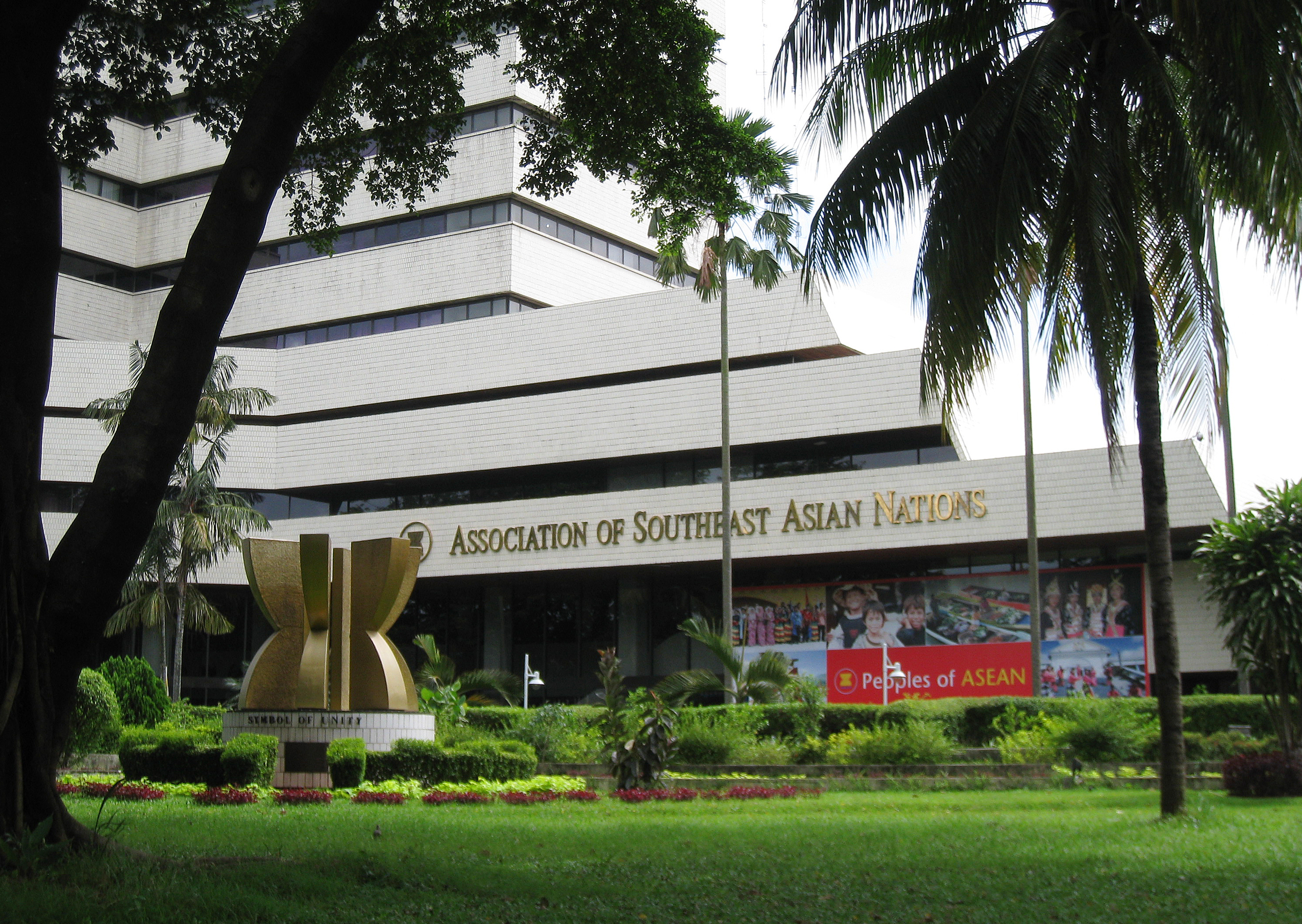
Indonesia es la sede de la Secretaría de la ASEAN y su ex-capital, Yakarta, es la capital diplomática de la organización

En contraste con la política antimperialista contra las potencias occidentales y las tensiones con Malasia durante el régimen de Sukarno, las relaciones exteriores de Indonesia desde el «nuevo orden» se basan en la cooperación económica y política con las naciones occidentales. Indonesia mantiene estrechas relaciones con sus vecinos en Asia y es un miembro fundador de la Asociación de Naciones del Sudeste Asiático (ANSA) y la Cumbre de Asia Oriental. En 1990, el país restauró las relaciones con la República Popular de China, después de que Suharto congelara las relaciones con los países comunistas. Indonesia es miembro de las Naciones Unidas desde 1950, y fue uno de los fundadores del Movimiento de Países No Alineados (NOAL) y de la Organización de la Conferencia Islámica (OCI). Además, Indonesia es signatario del acuerdo del Área de Libre Comercio de la ANSA, el Grupo Cairns y la Organización Mundial del Comercio. Anteriormente, Indonesia formaba parte de la Organización de Países Exportadores de Petróleo, pero se retiró en 2008, debido a que ya no es un exportador neto de petróleo. Indonesia ha recibido ayuda humanitaria y para su desarrollo desde 1966, en particular de los Estados Unidos, Europa occidental, Australia y Japón.
El gobierno de Indonesia ha trabajado con otros países para aprehender y enjuiciar a los autores de atentados terroristas, principalmente los vinculados a militantes del islamismo y Al-Qaeda. El atentado terrorista más mortífero en el país ocurrió en 2002, en la localidad de Kuta, en la isla de Bali, con un total de 202 muertos (incluyendo 164 turistas internacionales). Los ataques y las advertencias de viaje posteriores por parte de otros países, dañaron gravemente la industria del turismo y las perspectivas de los inversionistas extranjeros.

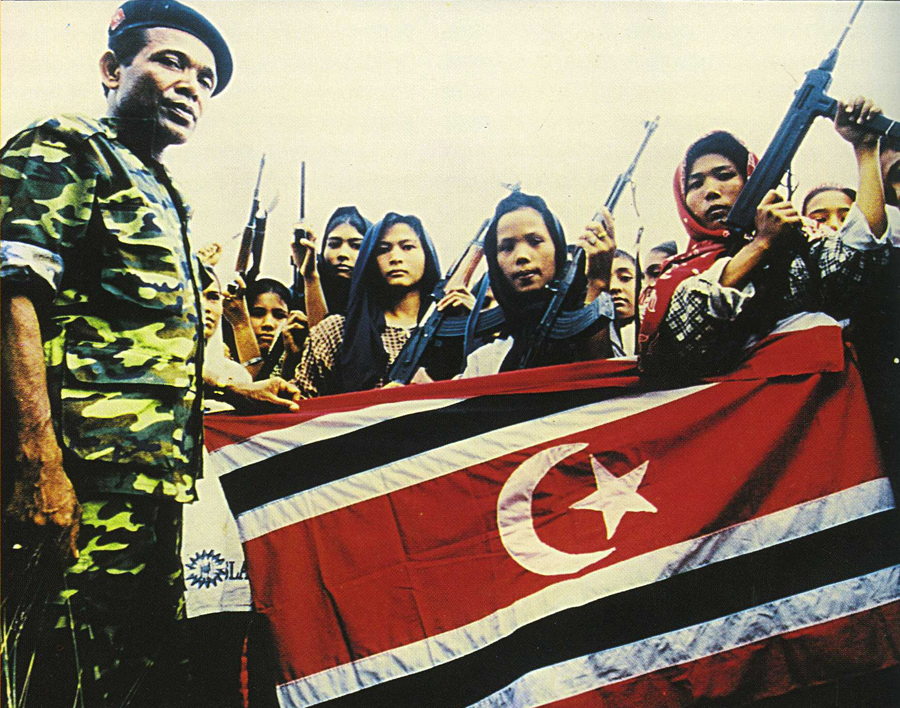
Movimiento Aceh Libre, 1999.

Las fuerzas armadas de Indonesia (TNI) constan de 300 000 miembros, que incluyen el ejército (TNI-AD), la marina de guerra (TNI-AL) y la fuerza aérea (TNI-AU). El ejército tiene un personal activo de alrededor de 233 000 elementos. En 2006, el gasto en la defensa del país fue del 4 % del PIB y controvertidamente se complementa con ingresos procedentes de compañías comerciales y fundaciones. Una de las reformas tras la renuncia de Suharto en 1998 fue la eliminación de la representación formal del TNI en el poder legislativo; sin embargo, su influencia política sigue siendo amplia.
Movimientos separatistas en las provincias de Aceh y Papúa han conducido a varios conflictos armados y posteriores denuncias de violaciones a los derechos humanos y la brutalidad del ejército en ambos bandos. Tras una guerra de guerrillas esporádica de treinta años entre el Movimiento Aceh Libre (GAM) y el ejército indonesio, en 2005 se alcanzó un acuerdo de cese del fuego. Desde la presidencia de Susilo Bambang Yudhoyono, en Papúa comenzó una implementación significativa, aunque imperfecta, de varias leyes de autonomía regional, con lo que hubo una disminución en los niveles de violencia y abusos en contra de los derechos humanos.

### Derechos humanos
En materia de derechos humanos, respecto a la pertenencia a los siete organismos de la Carta Internacional de Derechos Humanos, que incluyen al Comité de Derechos Humanos (HRC), Indonesia ha firmado o ratificado:
| Indonesia | Tratados internacionales  | Tratados internacionales  | Tratados internacionales  | Tratados internacionales  | Tratados internacionales  | Tratados internacionales  | Tratados internacionales | Tratados internacionales  | Tratados internacionales  | Tratados internacionales  | Tratados internacionales | Tratados internacionales  | Tratados internacionales  | Tratados internacionales  | Tratados internacionales | Tratados internacionales  | Tratados internacionales  | Tratados internacionales  |
| --- | ------------------------- | ------------------------- | ------------------------- | ------------------------- | ------------------------- | ------------------------- | ------------------------ | ------------------------- | ------------------------- | ------------------------- | ------------------------ | ------------------------- | ------------------------- | ------------------------- | ------------------------ | ------------------------- | ------------------------- | ------------------------- |
| Indonesia | CESCR                     | CESCR                     | CCPR                      | CCPR                      | CCPR                      | CERD                      | CED                      | CEDAW                     | CEDAW                     | CAT                       | CAT                      | CRC                       | CRC                       | CRC                       | CRC                      | MWC                       | CRPD                      | CRPD                      |
| Indonesia | CESCR                     | CESCR-OP                  | CCPR                      | CCPR-OP1                  | CCPR-OP2-DP               | CERD                      | CED                      | CEDAW                     | CEDAW-OP                  | CAT                       | CAT-OP                   | CRC                       | CRC-OP-AC                 | CRC-OP-SC                 | CRC-OP-CP                | MWC                       | CRPD                      | CRPD-OP                   |
| Pertenencia | Ni firmado ni ratificado. | Ni firmado ni ratificado. | Ni firmado ni ratificado. | Ni firmado ni ratificado. | Ni firmado ni ratificado. | Ni firmado ni ratificado. | Sin información.         | Ni firmado ni ratificado. | Ni firmado ni ratificado. | Ni firmado ni ratificado. | Sin información.         | Ni firmado ni ratificado. | Ni firmado ni ratificado. | Ni firmado ni ratificado. | Sin información.         | Ni firmado ni ratificado. | Ni firmado ni ratificado. | Ni firmado ni ratificado. |
| Firmado y ratificado, firmado, pero no ratificado, ni firmado ni ratificado, sin información, ha accedido a firmar y ratificar el órgano en cuestión, pero también reconoce la competencia de recibir y procesar comunicaciones individuales por parte de los órganos competentes. |                           |                           |                           |                           |                           |                           |                          |                           |                           |                           |                          |                           |                           |                           |                          |                           |                           |                           |

## Organización territorial
Desde el punto de vista administrativo, Indonesia está conformada por 38 provincias, cinco de las cuales tienen un carácter especial. Cada provincia tiene su propia legislatura y gobernador. Las provincias se subdividen en regencias (kabupaten) y ciudades (kota), que a su vez se subdividen en subdistritos (kecamatan) y pueblos (desa o kelurahan). Tras la implementación de medidas de autonomía regional en 2001, las regencias y las ciudades se han convertido en las unidades administrativas claves, responsables de proporcionar la mayoría de los servicios gubernamentales. El nivel de administración de los pueblos es el más influyente en la vida diaria de un ciudadano, ya que este nivel se encarga de los asuntos de un solo poblado, los cuales son gobernados por un jefe de aldea (lurah o kepala desa).
Las provincias de Aceh, Yakarta, Yogyakarta, Papúa y Papúa Occidental gozan de mayores privilegios legislativos y tienen un mayor grado de autonomía del gobierno central. El gobierno de Aceh, por ejemplo, tiene derecho a crear un sistema judicial independiente (en 2003 instituyó la Sharia de manera obligatoria). Se concedió la condición de «región semiautónoma» a Yogyakarta en reconocimiento de su papel fundamental en la lucha de los republicanos durante la guerra de independencia indonesia. A Papúa, anteriormente conocida como Irian Jaya, se le concedió el estatuto de «región semiautónoma» en 2001, mientras que Yakarta se convirtió en una «región especial» al ser la capital del país (esto hasta 2024).
Provincias indonesias (por isla o archipiélago) y capitales
(Nombre en indonesio entre paréntesis si difiere del nombre en español)

† Indica que la provincia tiene un estatus especial

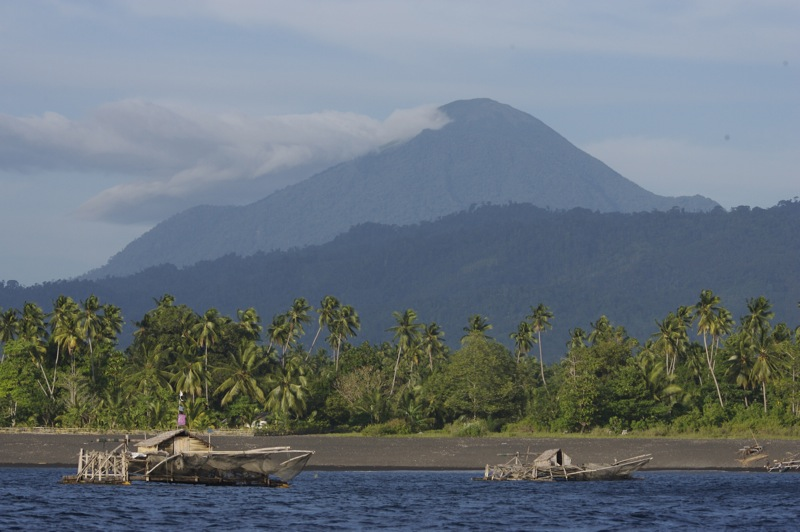
Célebes.

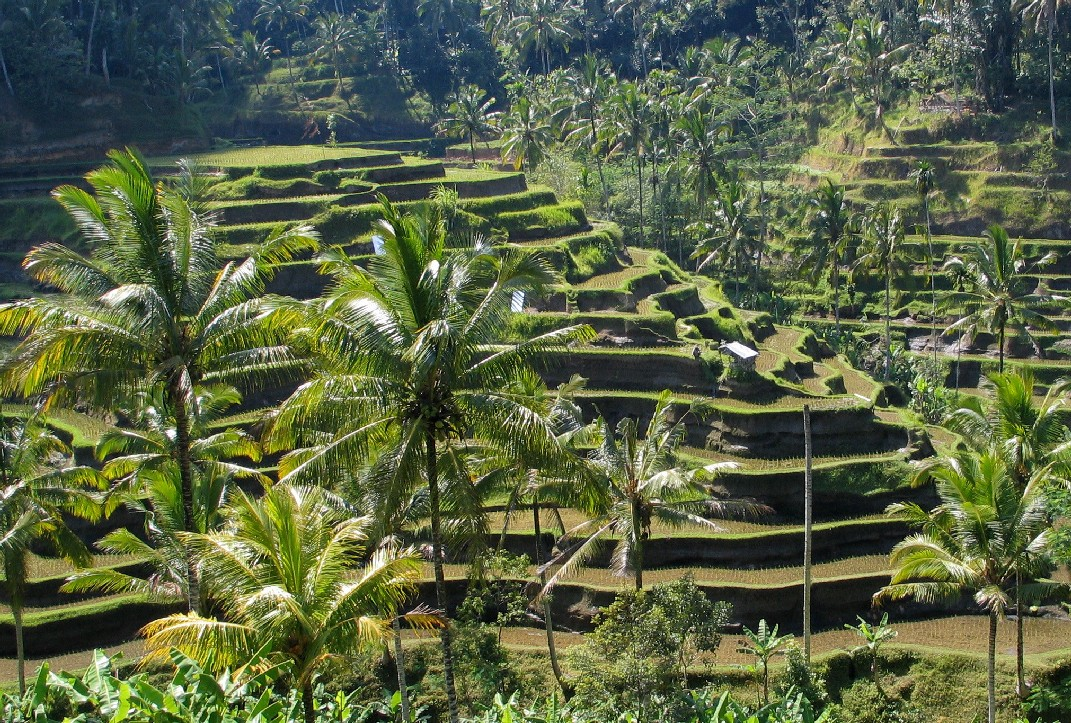
Bali.

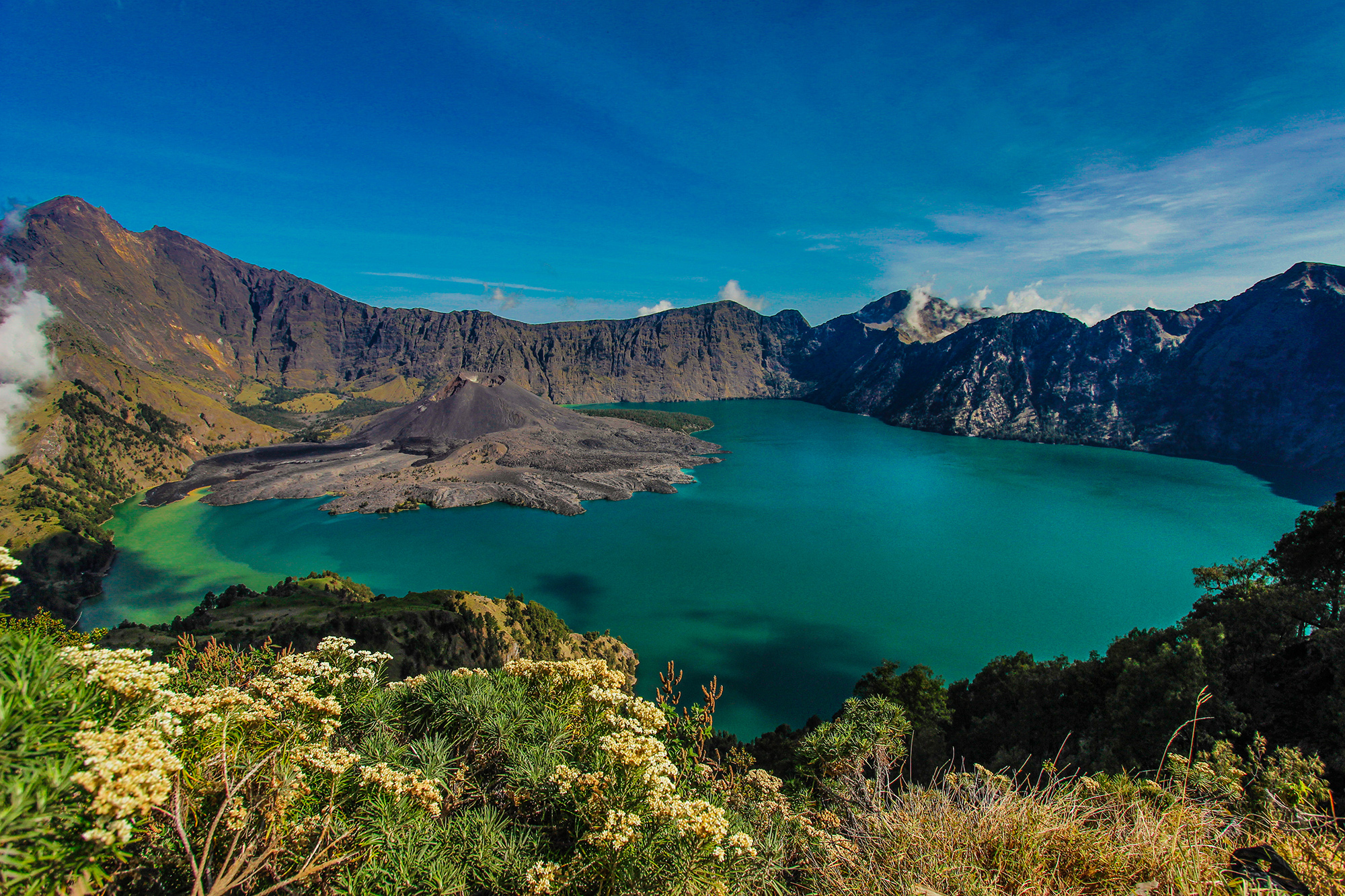
El lago del cráter del monte Rinjani en Nusa Tenggara Barat.

| Sumatra - Achín† (Nanggröe Aceh Darussalam) — Banda Aceh - Sumatra Septentrional (Sumatera Utara) — Medan - Sumatra Occidental (Sumatera Barat) — Padang - Riau — Pekanbaru - Islas Riau (Kepulauan Riau) — Tanjung Pinang - Jambi — Jambi - Sumatra Meridional (Sumatera Selatan) — Palembang - Bangka-Belitung (Kepulauan Bangka-Belitung) — Pangkal Pinang - Bengkulu — Bengkulu - Lampung — Bandar Lampung Java - Yakarta† — Yakarta - Banten — Serang - Java Occidental (Jawa Barat) — Bandung - Java Central (Jawa Tengah) — Semarang - Yogyakarta† — Yogyakarta - Java Oriental (Jawa Timur) — Surabaya Borneo - Borneo Occidental (Kalimantan Barat) — Pontianak - Borneo Central (Kalimantan Tengah) — Palangkaraya - Borneo Meridional (Kalimantan Selatan) — Banjarbaru - Borneo Oriental (Kalimantan Timur) — Samarinda - Borneo Septentrional (Kalimantan Utara) — Tanjung Selor Islas menores de la Sonda - Bali — Denpasar - Islas menores de la Sonda Occidentales (Nusa Tenggara Barat) — Mataram - Islas menores de la Sonda Orientales (Nusa Tenggara Timur) — Kupang | Célebes - Célebes Septentrional (Sulawesi Utara) — Manado - Célebes Central (Sulawesi Tengah) — Palu - Célebes Occidental (Sulawesi Barat) — Mamuju - Célebes Meridional (Sulawesi Selatan) — Makassar - Célebes Suroriental (Sulawesi Tenggara) — Kendari - Gorontalo — Gorontalo Islas Molucas - Molucas — Ambon - Molucas Septentrionales (Maluku Utara) — Ternate Nueva Guinea Occidental - Papúa† — Jayapura - Papúa Central† (Papua Tengah) — Nabire - Papúa Occidental† (Papua Barat) — Manokwari - Papúa Meridional† (Papua Selatan) — Merauke - Papúa Suroccidental† (Papua Barat Daya) — Sorong - Alta Papúa† (Papua Pegunungan) — Wamena |

## Geografía

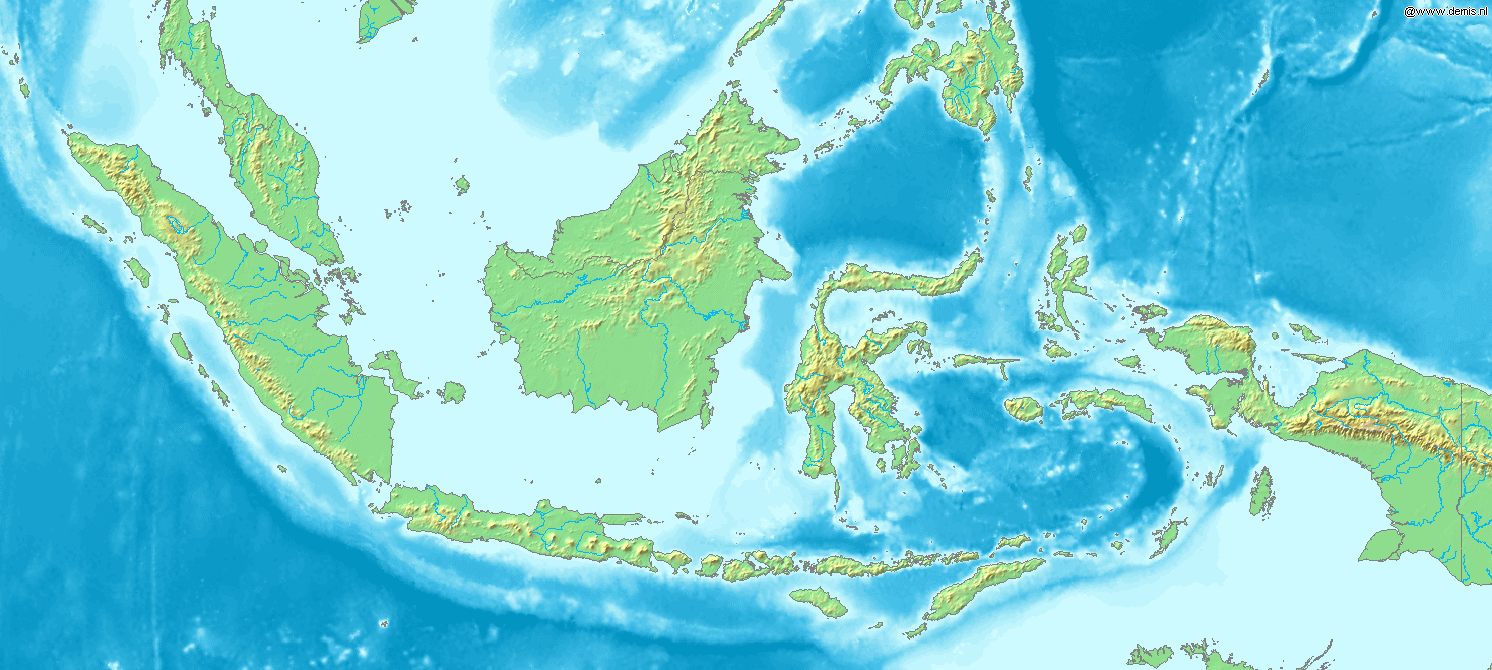
Mapa topográfico de Indonesia.

Indonesia está conformada por 17 508 islas, de las cuales unas 6000 se encuentran habitadas. Estas islas están dispersas en ambos lados del ecuador terrestre. Las cinco islas más grandes son Java, Sumatra, Kalimantan (la parte indonesia de Borneo), Nueva Guinea (compartida con Papúa Nueva Guinea) y Célebes. Indonesia comparte fronteras con Malasia en las islas de Borneo y Sebatik, con Papúa Nueva Guinea en la isla de Nueva Guinea y con Timor Oriental en la isla de Timor. Además, solo algunos estrechos separan a Indonesia de Singapur, Filipinas y Australia. La futura capital, Nusantara, se ubica al sur de Kalimantan, mientras que Yakarta, se ubica en la isla de Java y es la ciudad más grande de la nación, seguida de Bandung, Surabaya, Medan y Semarang.
Con 1 904 569 km², Indonesia es el 15° país más grande del mundo en términos de superficie. Su densidad de población es de 134 h/km², la 88.ª más alta en el mundo, aunque Java, la isla más poblada del mundo, tiene una densidad de población de 940 h/km². Con 4884 m s. n. m., el Puncak Jaya en Papúa es el monte más alto y más grande en Indonesia, mientras el lago Toba en Sumatra es el lago más grande del país, con un área de 1145 km². Los ríos más grandes del país se encuentran en Kalimantan e incluyen el Mahakam y el Río Barito, los cuales se utilizan como vías de comunicación y transporte entre las poblaciones de la isla.

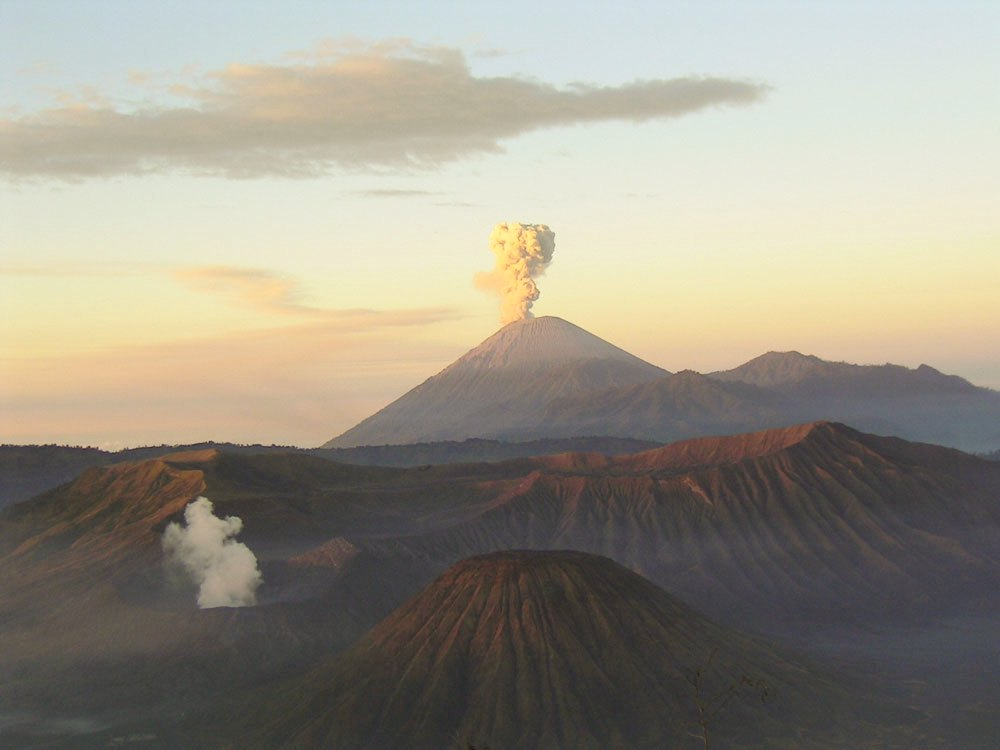
El monte Semeru y el monte Bromo en Java oriental. La actividad sísmica y volcánica de Indonesia se encuentra entre las más altas del mundo.

La ubicación de Indonesia en los bordes de las placas tectónicas del Pacífico, la Euroasiática y la Indoaustraliana, la convierten en un lugar con numerosos volcanes y con terremotos frecuentes. Indonesia tiene al menos 150 volcanes activos, incluyendo el Krakatoa y el Tambora, famosos por sus erupciones devastadoras en el siglo XIX. La erupción del supervolcán Toba, hace aproximadamente 70 000 años, fue una de las erupciones más grandes jamás vistas y una catástrofe de alcance mundial. Entre los desastres ocasionados por la actividad sísmica reciente se encuentran el maremoto de 2004 que mató a cerca de 167 736 personas en el norte de Sumatra, y el terremoto de Java de mayo de 2006. Sin embargo, la ceniza volcánica es uno de los principales factores que contribuyen para la gran fertilidad del suelo, que ha mantenido históricamente las densidades de población de Java y Bali.
Como se encuentra en las cercanías del ecuador, Indonesia posee un clima tropical, con diferentes temporadas de monzón, de lluvias y de sequía. La precipitación anual promedio varía de 1780 mm en las tierras bajas, hasta 6100 mm en las regiones montañosas. Las zonas montañosas de la costa oeste de Sumatra, Java Occidental, Kalimantan, Célebes y Papúa reciben la mayor parte de las precipitaciones. Generalmente, la humedad es elevada, con un promedio de aproximadamente el 80 %. Las temperaturas varían poco a lo largo del año; la temperatura promedio de Yakarta es de 26 a 30 °C.

### Flora, fauna y medio ambiente

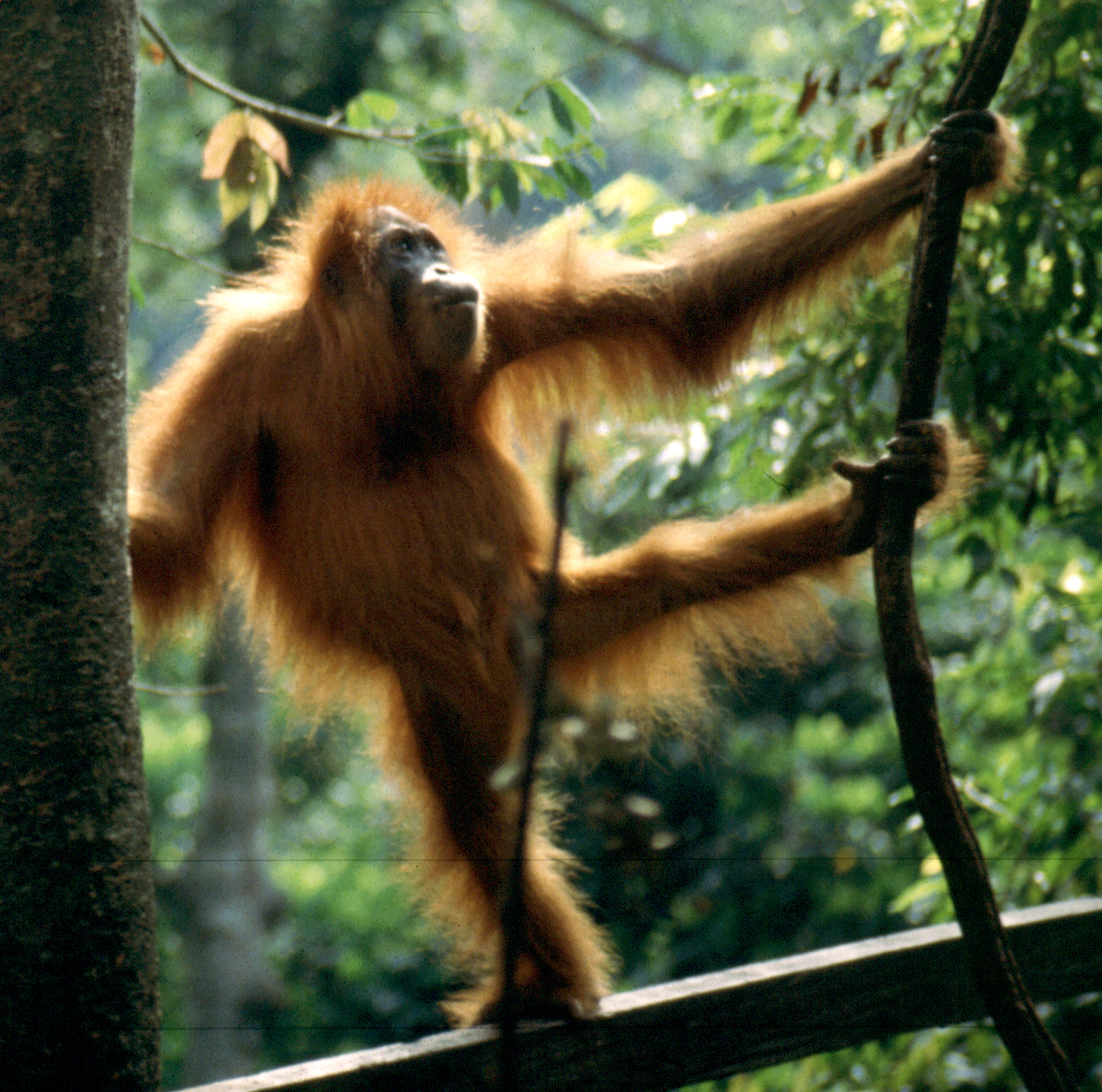
El orangután de Sumatra es una especie en peligro de extinción, un ejemplo de la fauna endémica de Indonesia.

El tamaño, el clima tropical y la geografía del archipiélago, convierte a Indonesia en el tercer país con mayor nivel de biodiversidad en el mundo (después de Brasil y Perú), y su flora y fauna es una mezcla de especies provenientes de Asia y Australasia. Una vez vinculadas con el continente asiático, las islas de Sumatra, Java, Borneo y Bali, tienen una gran variedad de fauna asiática. Grandes especies como el tigre, el rinoceronte, el orangután, el elefante y el leopardo, alguna vez fueron abundantes hasta el extremo oriental de Bali, pero el número de individuos y su distribución se han reducido drásticamente. Los bosques cubren aproximadamente el 60 % del país. En Sumatra y Kalimantan, predominan las especies vegetales de Asia. Sin embargo, los bosques más pequeños y más densamente poblados de la isla de Java, han sido arrasados en gran medida debido a las actividades humanas. Durante mucho tiempo, las islas Célebes, Nusa Tenggara y Maluku, se encontraban separadas de las tierras emergidas continentales, por lo que han desarrollado su propia flora endémica y su fauna, únicas en el mundo. Papúa formaba parte de la masa de tierra australiana y alberga una flora y una fauna estrechamente relacionadas con las de Australia.
Solo Australia supera a Indonesia en cuanto al grado de endemismo en sus especies, con el 26 % de las 1531 especies de aves y el 39 % de sus 515 especies de mamíferos endémicos. Los 54 716 kilómetros de litoral están rodeados de mares tropicales que contribuyen al alto nivel de biodiversidad del país. Indonesia tiene una amplia gama de ecosistemas marinos, incluyendo playas, dunas, estuarios, manglares, arrecifes de coral, campos de algas marinas, llanuras de marea, marismas, y ecosistemas insulares pequeños. El naturalista británico, Alfred Wallace, describe una línea divisoria entre la distribución y la convivencia de las especies de Asia y Australasia en Indonesia. Una línea imaginaria conocida como la línea de Wallace, corre de norte a sur a lo largo del borde de la plataforma de la Sonda, entre Kalimantan y Célebes, a lo largo del profundo estrecho de Lombok, entre las islas de Lombok y Bali. Al oeste de la línea, la flora y fauna es más asiática; al avanzar hacia el oriente de Lombok, cada vez hay más especies australianas. En su libro de 1869, El Archipiélago Malayo, Wallace describió numerosas especies únicas de la zona. La región de las islas entre su línea y Nueva Guinea se denomina ahora Wallacea.

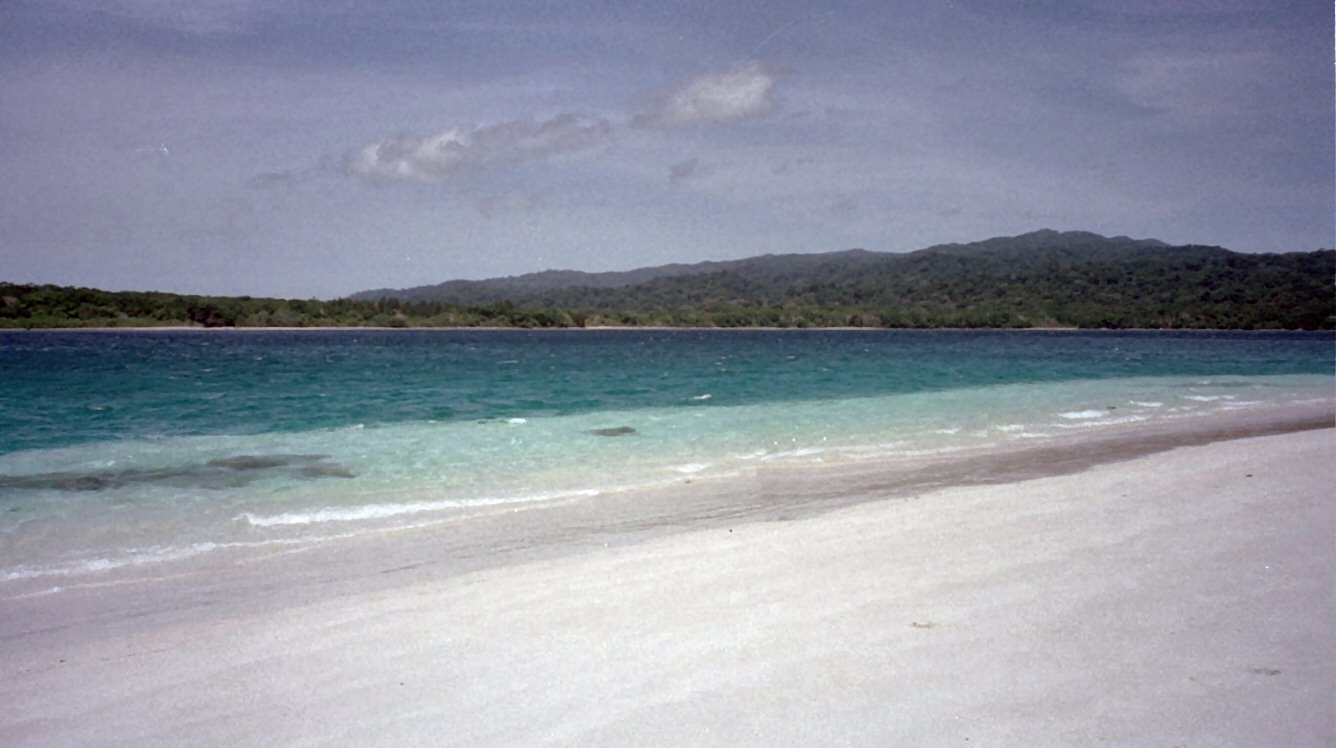
Parque nacional de Ujung Kulon, sitio nombrado Patrimonio de la humanidad por la UNESCO en 1991.

La gran población de Indonesia y la rápida industrialización presentan graves problemas ambientales, que a menudo cuentan con una prioridad más baja debido a altos niveles de pobreza. Entre los principales problemas ambientales se encuentran la deforestación a gran escala (en su mayor parte ilegal), la producción de smog, la sobreexplotación de los recursos marinos y los problemas ambientales asociados con la rápida urbanización y el desarrollo económico, en particular la contaminación del aire, la congestión vehicular, el manejo de desperdicios, la disponibilidad de agua potable y el manejo de las aguas residuales. La destrucción de hábitats naturales amenaza la supervivencia de los indígenas y de varias especies endémicas, incluyendo 140 especies de mamíferos identificadas por la Unión Internacional para la Conservación de la Naturaleza (UICN) como especies amenazadas, y quince especies identificadas como en peligro de extinción, entre las que se encuentra el orangután de Sumatra.

## Economía

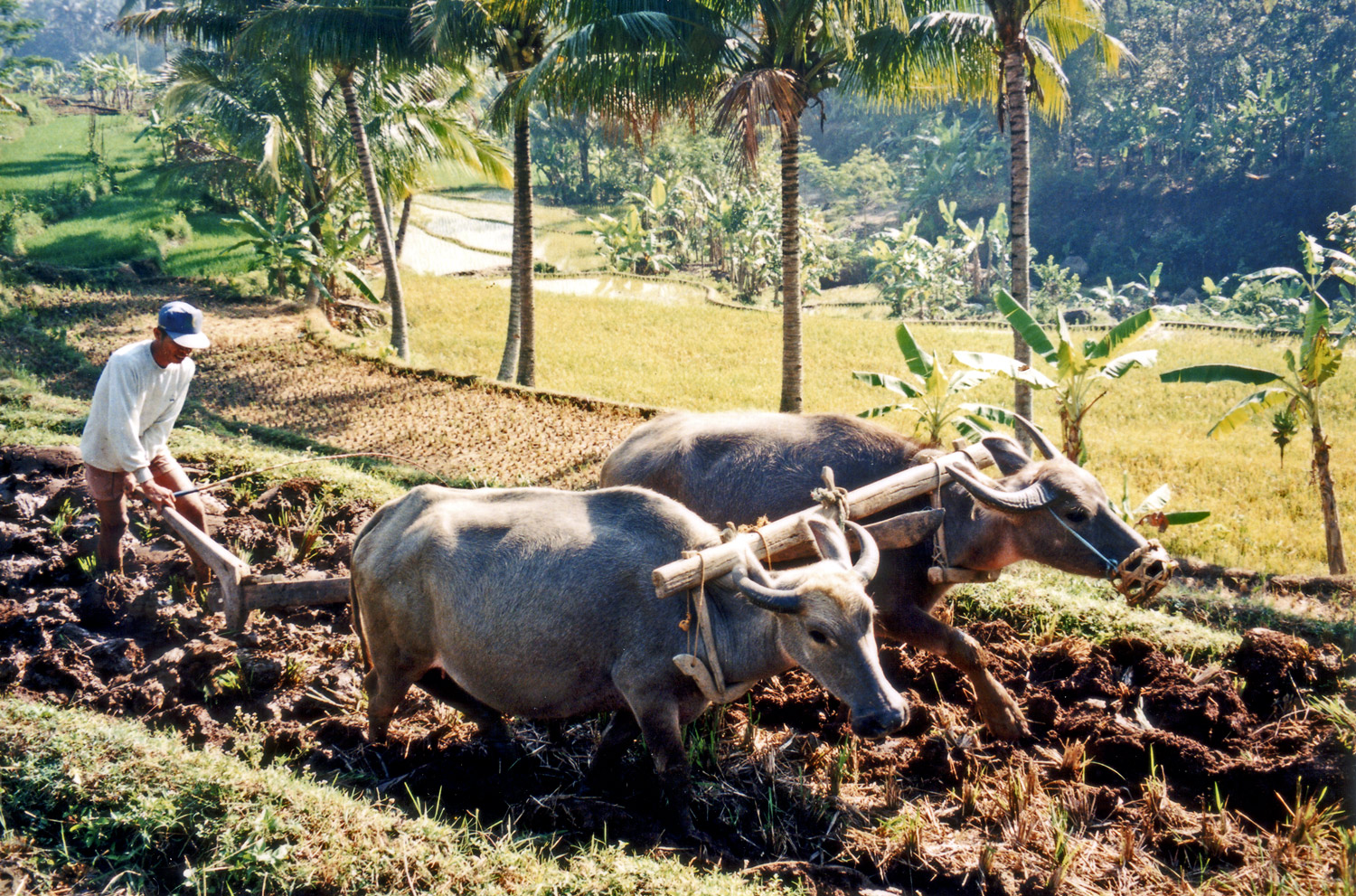
Utilización de búfalos para el arado en arrozales. La agricultura ha sido la principal actividad económica del país desde hace siglos.

Indonesia es la economía más grande del sudeste asiático y también un miembro del G-20. El producto interno bruto (PIB) de Indonesia se estima en 1 417 millones de dólares. En 2023, el PIB nominal per cápita era de US$5 108 y el PIB PPA per cápita de US$ 15 835. Los servicios son el sector más importante de la economía y representan el 43,4% del PIB (2018), seguidos de la industria (39,7%) y la agricultura (12,8%). Desde 2009, ha empleado a más personas que otros sectores y representa el 47,7 por ciento de la fuerza laboral total, seguido de la agricultura (30,2 por ciento) y la industria (21,9 por ciento).
En 2022, los principales mercados de exportación de Indonesia eran China (23,1 %), Asean (19.07 %), Estados Unidos (11,75 %) y Unión Europea (8,16 %); mientras que la mayoría de las importaciones provenían de China (32,66 %), Asean (17,17 %) y Japón (8,56 %). En 2005, Indonesia alcanzó un superávit comercial con US$ 83 640 millones de ingresos de exportación y US$ 62 020 millones de gastos de importaciones. El país posee una amplia variedad de recursos naturales, incluidos el petróleo crudo, gas natural, estaño, cobre y oro. Las principales importaciones de Indonesia incluyen la maquinaria y equipos, productos químicos, combustibles y otros productos alimenticios.

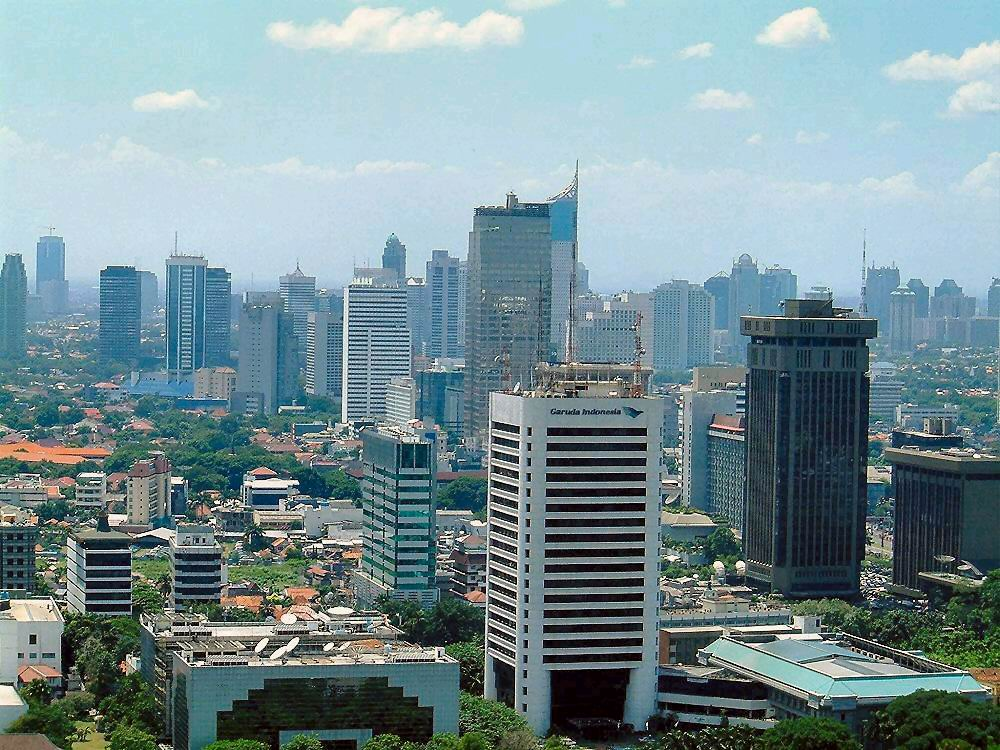
Yakarta, anterior capital de Indonesia y el corazón económico del país.

En la década de 1960, la economía se deterioró drásticamente debido a la inestabilidad política, el gobierno joven y sin experiencia y el nacionalismo económico, lo que resultó en una pobreza intensa y hambrunas. Para la época de la caída de Sukarno, la economía estaba envuelta en un caos con una inflación anual del 1000 %, además de una reducción en las exportaciones, falta de infraestructura, fábricas operando al mínimo de su capacidad e inversiones insignificantes. Tras la caída del presidente Sukarno a mediados de la década de 1960, la administración del «nuevo orden» trajo consigo un mayor grado de disciplina a la política económica que rápidamente redujo las tasas de inflación, estabilizó la moneda, reprogramó la deuda externa y atrajo la ayuda exterior y las inversiones. En la década de 1970, los aumentos en el precio del petróleo trajeron un cambio imprevisto en los ingresos de las exportaciones, que contribuyeron a mantener las tasas de crecimiento económico altas, de más del 7 % entre 1968 y 1981. Después de algunas reformas en la década de 1980, comenzaron a llegar más inversionistas extranjeros, orientados especialmente hacia el desarrollo rápido del sector manufacturero, y desde 1989 hasta 1997, la economía Indonesia creció en una tasa promedio de más del 7 %.
Indonesia fue el país más afectado por la crisis financiera asiática de 1997 y 1998. Respecto al dólar estadounidense, la rupia indonesia (Rp) cayó de Rp2600 hasta un punto bajo de Rp14 000, provocando que la economía perdiera un 13,7 %. Después de esta caída, la rupia se estabilizó entre las Rp8000 a 10 000, trayendo consigo una lenta, pero significativa recuperación económica. Sin embargo, la inestabilidad política, los retrasos en las reformas económicas y la corrupción en todos los niveles del gobierno y de las empresas, han frenado esta recuperación. La organización Transparencia Internacional coloca a Indonesia en el puesto 111.º de 180 países, en su Índice de Percepción de Corrupción de 2009. No obstante, la tasa anual del crecimiento del PIB superó el 5 % en 2004 y 2005 y se prevé que en el futuro puede aumentar, aunque esta tasa de crecimiento no es suficiente para hacer un impacto significativo sobre el desempleo; mientras el estancamiento del crecimiento de los salarios y el aumento en los precios del combustible y del arroz han empeorado los niveles de pobreza. En 2006, el 49 % de la población vive con menos de dos dólares al día. A principios de 2008, la tasa de desempleo se situaba en 9,75 %.
La oligarquía nacida bajo el régimen del Nuevo Orden se está apropiando de la mayor parte de los frutos del sólido crecimiento económico de Indonesia. En 2017, un informe de Oxfam clasificó a Indonesia como el sexto país más desigual; el 1 % más rico posee el 49 % de la riqueza. Mediante el control de los medios de comunicación y la financiación de los partidos, estos oligarcas ejercen una considerable influencia en la vida política.
En octubre de 2020, el Parlamento aprobó una ley percibida como «ultraliberal». Con el objetivo de atraer a los inversores extranjeros a Indonesia, se espera que la ley provoque la pérdida de ciertos beneficios sociales, facilite los despidos, reduzca las indemnizaciones por despido y aumente las horas extras. Además, al relajar la legislación medioambiental, podría provocar una «deforestación incontrolada», según los grupos ecologistas. Los sindicatos de trabajadores y los ecologistas organizan manifestaciones, que provocan enfrentamientos con la policía y cientos de detenciones.
Según el Índice mundial de innovación, a cargo de la Organización Mundial de la Propiedad Intelectual, en 2024, Indonesia se ubicó en lugar 54 en innovación entre 133 países del mundo; mientras que en 2023 ocupó el lugar 61 y el lugar 75 en 2022.

## Demografía
Según el censo nacional de 2000, la población indonesia asciende a más de 206 000 000 de habitantes, y para mediados de la década de 2000, la Oficina de Estadísticas Centrales de Indonesia y Estadísticas de Indonesia estimaban una población de 222 000 000. Para 2009, la población del país llegó a más de 229 500 000. 130 millones de personas viven en la isla de Java, la isla más poblada del mundo. A pesar de un programa bastante eficaz de planificación familiar que se ha desarrollado desde la década de 1960, se espera que la población llegue a más de 315 millones por el 2035, basándose en la actual tasa de crecimiento anual estimada en 1,25 %.

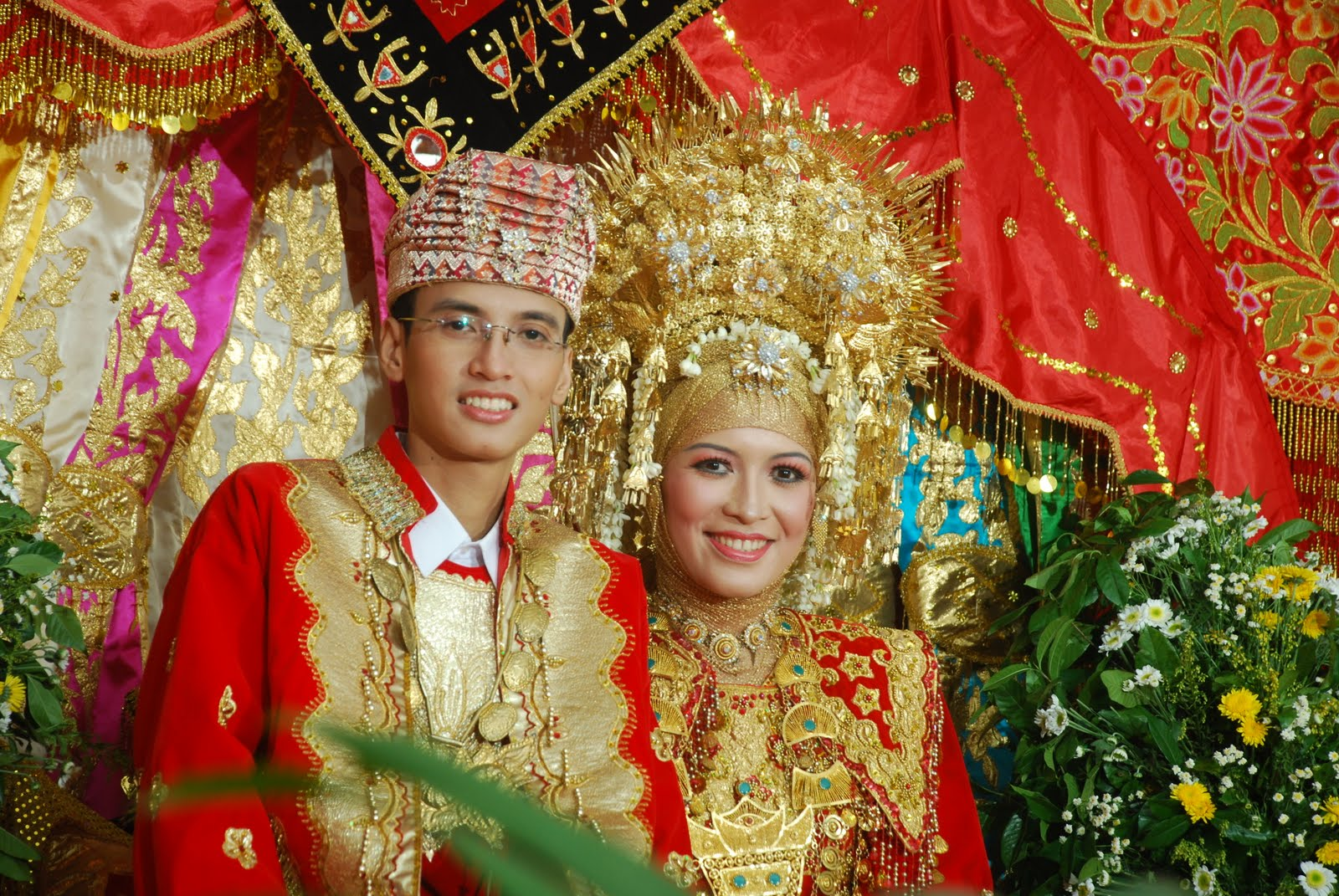
La novia y el novio vestían ropa tradicional Minangkabau. En Indonesia existen alrededor de 1300 etnias diferentes.

La mayoría de los indonesios son descendientes de pobladores de habla austronesia, cuyos idiomas provienen del protoaustronesio (PAn), lo que indica que es probable que se originaran en Taiwán. El siguiente grupo de población más importante del país son los melanesios, que habitan en la parte oriental de Indonesia. En el país coexisten cerca de 1300 etnias nativas, con más de 700 idiomas y dialectos. La etnia más grande son los javaneses, quienes representan el 42 % de la población y son el grupo dominante desde el punto de vista político y cultural. Los sundaneses, (malayos nativos) y los madureses, son las etnias más numerosas después de los javaneses. Los indonesios tienen un nacionalismo que al mismo tiempo lidia con la fuerte identidad regional de cada pueblo. Generalmente, la sociedad convive en un ambiente armonioso, aunque las tensiones étnicas entre grupos sociales y religiosos han desencadenado varios brotes de violencia. Los indonesios-chinos son una minoría étnica influyente que comprende menos del 1 % de la población. Gran parte de la propiedad privada y de la riqueza comercial del país se encuentra controlada por los chinos, lo que ha contribuido al aumento de un resentimiento e incluso actos violentos en contra de ellos.

### Idioma
El idioma nacional oficial, en un país que cuenta con un total de 742 lenguas, es el idioma indonesio. Se enseña universalmente en las escuelas y es hablado por casi toda la población; solo una minoría lo tiene como lengua nativa, para los demás es la segunda lengua después de su lengua local. Es el idioma de los negocios, la política, los medios de comunicación nacionales, la educación y del mundo académico. Fue construido a partir de una lingua franca usada ampliamente en toda la región del sudeste asiático, por lo que se encuentra estrechamente relacionado con el idioma malayo, que es una lengua oficial en Malasia, Brunéi y Singapur. Los primeros en promover el uso del idioma indonesio fueron los nacionalistas en la década de 1920, y en 1945 fue declarado el idioma oficial en la proclamación de independencia de Indonesia. La mayoría de los indonesios habla al menos uno de los centenares de idiomas locales (bahasa daerah) que existen, a menudo como su lengua materna. De estos, el javanés es el más hablado, al ser el idioma del grupo étnico más grande. Por otra parte, en Papúa se hablan más de 500 lenguas papúes y lenguas austronésicas, en una región de solo 2 700 000 (dos millones setecientas mil) personas. Gran parte de la población que asistió a la escuela antes de la declaración de independencia, aún sabe hablar el neerlandés y hay interés entre los jóvenes por aprender esta lengua (35 000 estudiantes anualmente matriculados).

## Cultura

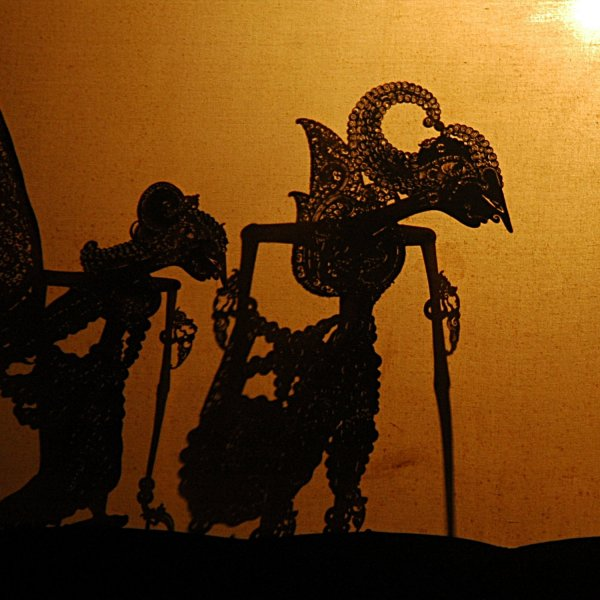
Una obra con wayang kulits (marionetas de silueta), muy populares en Indonesia.

Indonesia tiene alrededor de 300 grupos étnicos, cada uno con sus diferencias culturales desarrolladas durante siglos e influenciadas por los indios, árabes, chinos, malayos y europeos. Las danzas tradicionales javaneses y balineses, por ejemplo, contienen aspectos de la cultura y mitología hindú, como son las obras de wayang kulit (marionetas de silueta). Las telas y textiles, como el batik, el ikat y el songket se crean en toda Indonesia con estilos que varían según la región. Las influencias más dominantes en la arquitectura indonesia han sido tradicionalmente indias, aunque las influencias arquitectónicas chinas, árabes y europeas también están presentes en algunas construcciones importantes.
Los deportes en Indonesia son generalmente orientados hacia los hombres, mientras los deportes de espectador a menudo se asocian con apuestas ilegales. Los deportes más populares son el bádminton y el fútbol. La selección nacional de bádminton ha ganado la Thomas Cup (Campeonato Mundial de Bádminton masculino) en trece de las veinticinco ocasiones que ha participado, así como varias medallas olímpicas desde que en 1992 se convirtió en deporte olímpico. La selección femenina ganó la Uber Cup, el equivalente femenino de la Thomas Cup, dos veces, en 1994 y 1996. La Liga Indonesia es la liga de fútbol más importante del país. Entre los deportes tradicionales del país se encuentran el sepak takraw y las carreras de toros en Madura. En áreas con un amplio historial en la guerra tribal, se practican deportes que simulan los combates, tales como el caci en Flores y la pasola en Sumba. El Pencak Silat es el arte marcial indonesio más popular. Indonesia acogió los Juegos Asiáticos de 1962.

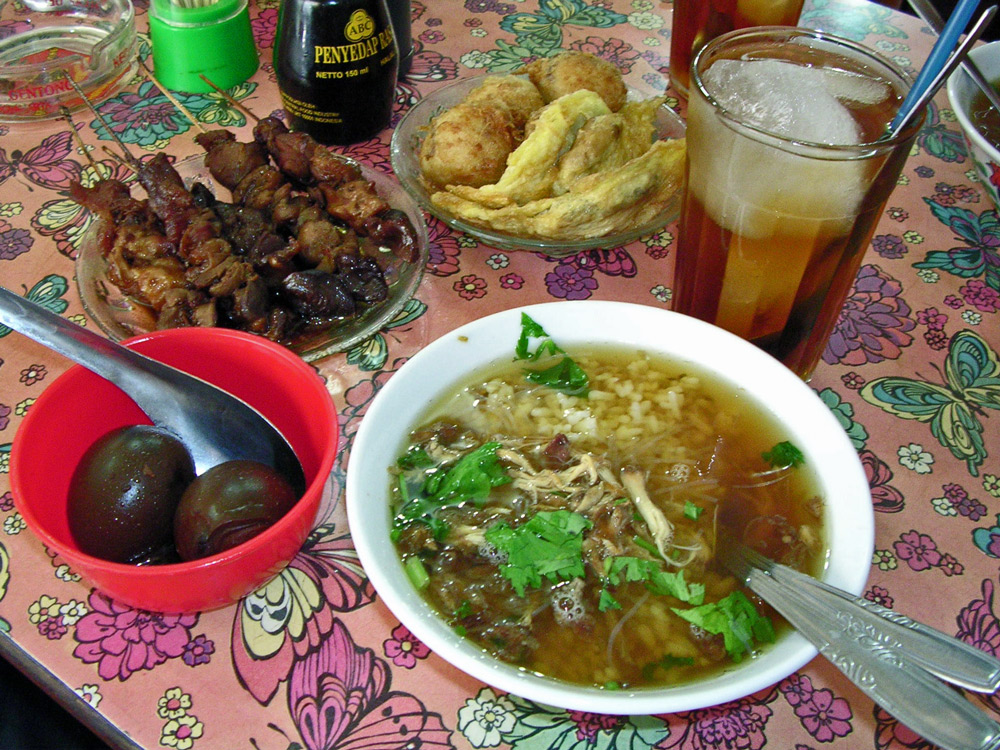
Una selección de alimentos indonesios, incluyendo el Soto Ayam (sopa de pollo) sate kerang (brochetas de mariscos), telor pindang (huevos conservados), perkedel (fritter), y es teh manis (té helado dulce).

La gastronomía de Indonesia varía por región y se basa en la gastronomía china, europea, oriental e india. El arroz es el principal alimento básico de la cocina indonesia, y se sirve con platos de carne y verduras. Las especias (en particular el chili), la leche de coco, el pescado y el pollo también son ingredientes fundamentales. La música tradicional indonesia incluye los sonidos del gamelán y del keroncong. Además, en Indonesia se originó el dangdut, un género contemporáneo de música pop que cuenta con influencias árabe, indias y de la música malaya folclórica. La popularidad de la industria cinematográfica indonesia alcanzó su punto máximo en la década de 1980, cuando dominó los cines de Indonesia, aunque su impacto se redujo significativamente en la década de 1990. Entre 2000 y 2005, el número de películas indonesias publicadas cada año ha ido en aumento.
La evidencia más antigua de la escritura en Indonesia es una serie de inscripciones en sánscrito, fechadas alrededor del siglo V d. C. Las figuras más importantes en la literatura moderna de Indonesia incluyen al autor neerlandés Multatuli, quien criticó los maltratos sufridos por los indonesios bajo el dominio colonial neerlandés; Muhammad Yamín y Hamka, que fueron los escritores nacionalistas más influyentes antes de la independencia del país; y Pramoedya Ananta Toer, el novelista más famoso de Indonesia. Muchos de los pueblos de Indonesia cuentan con una amplia tradición oral, lo que les ayuda a definir y conservar su identidad cultural.
La libertad de prensa en Indonesia aumentó considerablemente después del final del mandato del presidente Suharto, durante el cual el ahora extinto Ministerio de Información supervisaba y controlaba los medios de comunicación nacionales, restringiendo a los medios de comunicación extranjeros. En el país existen diez cadenas de televisión de alcance nacional, siendo la más importante de ellas Televisi Republik Indonesia (TVRI), además de varias de alcance regional. Las radiodifusoras privadas cuentan con sus propios noticieros y programas suministrados por organismos de radiodifusión extranjeros. En 2021 se tenían reportados 212 millones de usuarios de Internet, lo que significa que el uso de Internet abarca el 76.8 %. de la población.

## Religión
Aunque la libertad religiosa se estipula en la constitución de Indonesia, el gobierno reconoce oficialmente solo cinco religiones: el islam, el cristianismo, el hinduismo, el budismo y el confucianismo. Aunque no es un estado islámico, Indonesia es la nación con más musulmanes en el mundo, ya que cerca del 86,1 % de la población es musulmana, según el censo nacional de 2000. Del resto de la población, el 8,7 % es cristiana, 3 % son hindúes y el 1,8 % son budistas o de otras religiones. La mayoría de los hindúes en Indonesia son balineses, mientras la mayoría de los budistas en Indonesia son de origen chino. Aunque actualmente son religiones minoritarias, el hinduismo y el budismo tuvieron una gran influencia en la cultura indonesia. Según en estudio publicado en 2022, en 2010 había 6.500.000 cristianos conversos del islam.
En el siglo XIII, los indonesios del norte de Sumatra fueron los primeros en adoptar el islam, gracias a la influencia de los comerciantes, y durante el siglo XVI se convirtió en la religión dominante del país. El catolicismo fue llevado a Indonesia por los colonizadores y misioneros portugueses, y las denominaciones protestantes son en gran medida el resultado de los esfuerzos de grupos neerlandeses de calvinistas y luteranos para acabar con el catolicismo de la población durante el período colonial y postcolonial del país. Una gran parte de los indonesios —como los abangan javaneses, los hindúes balineses y los cristianos dayak— practican una forma de su religión menos ortodoxa y sincrética, que se basa en las costumbres y creencias locales.

## Turismo

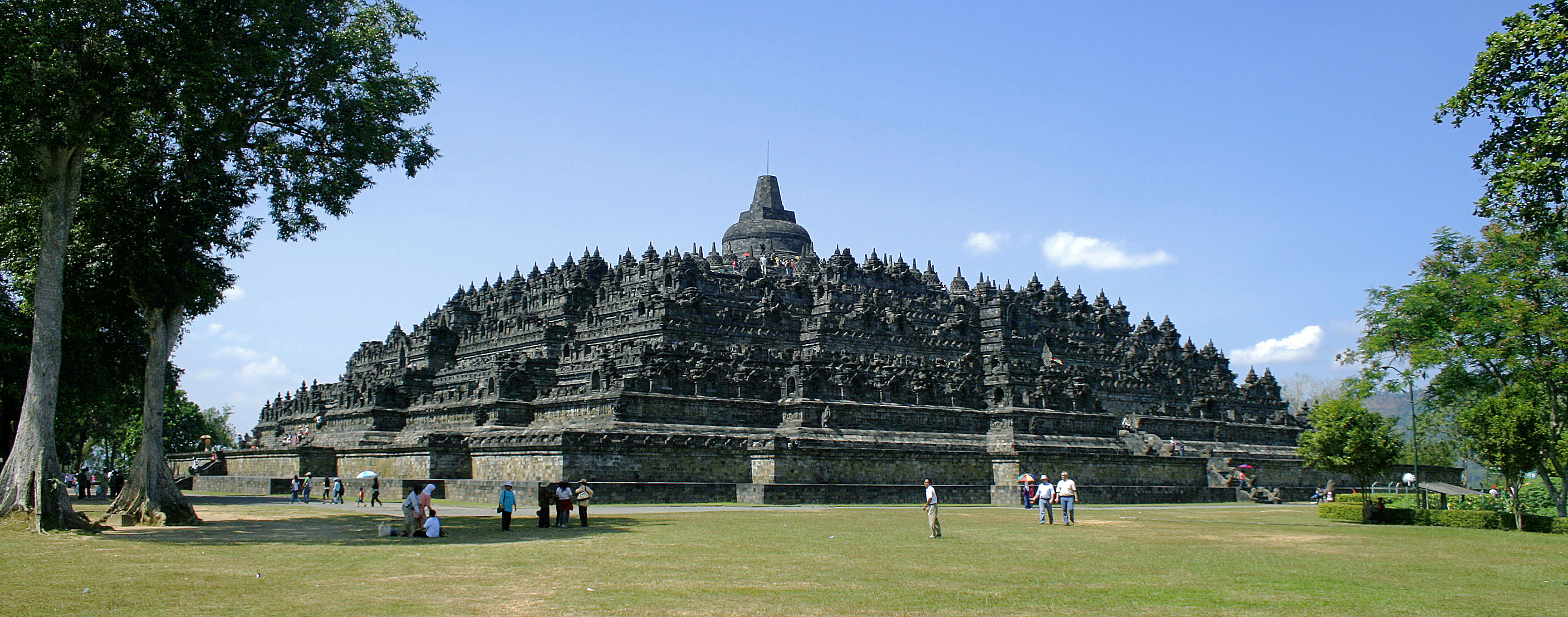
Borobudur es la atracción turística más visitada de Indonesia.

Tanto la naturaleza como la cultura son los componentes principales del turismo de Indonesia. El patrimonio natural es una combinación de clima tropical, grandes archipiélagos y largas playas. Estas atracciones naturales están complementadas por una rica herencia cultural que refleja la historia dinámica de Indonesia y su diversidad étnica. Los antiguos templos de Prambanan y Borobudur, Toraja y Bali, con sus fiestas hindús, son algunos de los destinos populares para el turismo cultural.

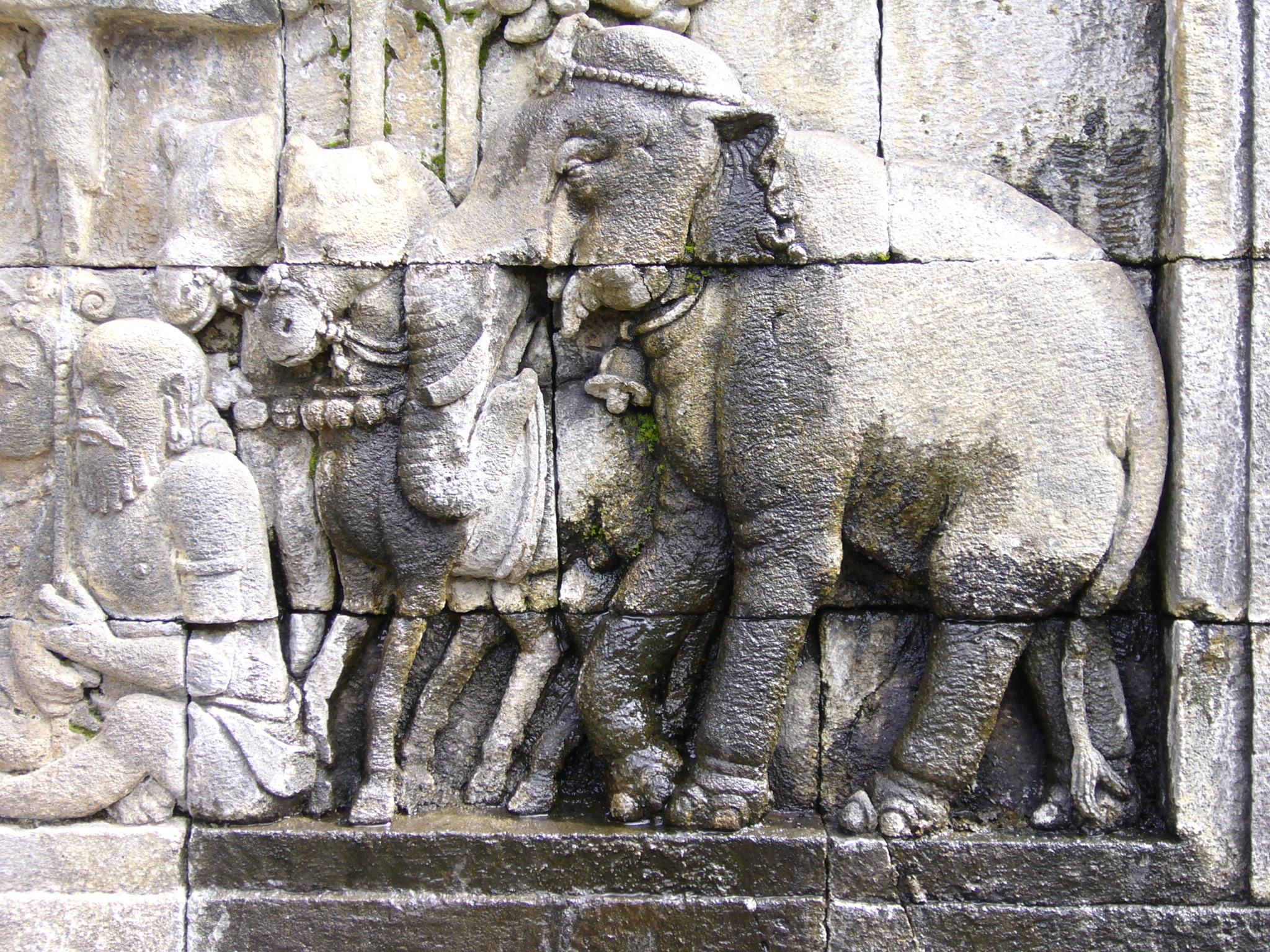
Relieve en un muro del templo de Borobudur.

Indonesia tiene un ecosistema natural bien conservado con bosques tropicales que cubren más del 57 % de la superficie de Indonesia. Los bosques en Sumatra y Kalimantan son ejemplos de destinos turísticos populares, como los parques donde se pueden ver orangutanes. Además, Indonesia tiene una de las líneas de costa más larga del mundo, mide unos 54 716 kilómetros.
Con el 20 % de los arrecifes de coral del mundo, sobre 3000 especies diferentes de peces y 600 especies de coral, fosas de gran profundidad, montañas volcánicas marinas, naufragios de la Segunda Guerra Mundial, y una gran variedad de macro vida, el submarinismo en Indonesia es excelente y económico. El parque nacional de Bunaken, al norte de Sulawesi, tiene más del 70 % de todas las especies de peces conocidas del Océano Pacífico Indo-oeste. De acuerdo con Conservation International, investigaciones marinas sugieren que la diversidad marina en las Islas Raja Ampat es la mayor registrada en la Tierra. Además, hay sobre 3500 especies viviendo en las aguas indonesias, incluyendo tiburones, delfines, mantarrayas, tortugas, morenas, sepias, pulpos y scorpaenidae, comparado con las 1500 de la Gran Barrera de Coral. Por otra parte, el parque nacional de Tanjung Puting, en Borneo Central, es Reserva de la biosfera.
Indonesia tiene 8 lugares Patrimonio de la UNESCO, como el parque nacional de Komodo, Subak, parque nacional de Ujung Kulon, parque nacional de Lorentz, Patrimonio de los bosques tropicales ombrófilos de Sumatra, que incluye tres parques nacionales en la isla de Sumatra: parque nacional de Gunung Leuser, parque nacional de Kerinci Seblat y el parque nacional de Bukit Barisan Selatan; y 18 lugares Patrimonio de la Humanidad en proceso de selección, como los centros históricos de Yakarta, Sawahlunto, Semarang, así como Muara Takus.